# 2020年の音楽
2020年の音楽（2020ねんのおんがく）では、2020年の音楽産業や音楽活動に関する出来事をまとめる。
2019年の音楽 - 2020年の音楽 - 2021年の音楽

## 世界で最も売れたアーティスト
IFPI Global Recording Artist of the Year
1. BTS
2. テイラー・スウィフト
3. ドレイク
4. ザ・ウィークエンド
5. ビリー・アイリッシュ
6. エミネム
7. ポスト・マローン
8. アリアナ・グランデ
9. ジュース・ワールド
10. ジャスティン・ビーバー

## 日本で活躍したアーティスト
Billboard JAPAN TOP ARTISTS（年間）
1. Official髭男dism
2. 米津玄師
3. King Gnu
4. あいみょん
5. BTS (防弾少年団)
6. 嵐
7. LiSA
8. YOASOBI
9. TWICE
10. Mrs. GREEN APPLE

アーティスト別トータルセールス（年間）
オリコン 集計期間：2019年12月9日〜2020年12月12日
1. 嵐／145.2億円
2. BTS／107.4億円
3. 米津玄師／97.1億円
4. King & Prince／63.4億円
5. 乃木坂46／59.7億円
6. Official髭男dism／48.5億円
7. King Gnu／40.5億円
8. TWICE／38.4億円
9. SixTONES／37.5億円
10. SEVENTEEN／35.9億円
11. 欅坂46／34.9億円
12. AAA／31.1億円
13. あいみょん／30.0億円
14. 日向坂46／26.9億円
15. SixTONES vs Snow Man／26.2億円
16. 三代目 J SOUL BROTHERS／25.9億円
17. LiSA／25.9億円
18. Kis-My-Ft2／25.4億円
19. Mr.Children／25.0億円
20. ジャニーズJr.／24.2億円
21. Hey!Say!JUMP／23.2億円
22. NEWS／21.4億円
23. すとぷり／18.3億円
24. JO1／18.2億円
25. BUMP OF CHICKEN／18.0億円

## 動向

### 1月
- 1月1日 - 2012年に解散したロックバンド東京事変が再始動[3][4][5]。
- 1月21日 - 同日付のオリコン週間ストリーミングランキングでKing Gnuの「白日」が歴代最高の533.5万回で1位を獲得。
- 1月26日 -  第62回グラミー賞授賞式。ビリー・アイリッシュが女性初、史上最年少で最優秀レコード、最優秀アルバム、最優秀楽曲、最優秀新人賞を全て受賞し、主要四部門独占。同じ年の主要四部門独占は1981年のクリストファー・クロス以来2人目の快挙。
- 1月28日 - 同日付のオリコン週間シングルランキングでジャニーズ初の2グループ同時デビューとなったSixTONES vs Snow Manの「Imitation Rain/D.D.」が初週132.8万枚で1位を獲得。シングル初週ミリオンは日本で42作目、男性アーティストではMr.Children「名もなき詩」以来2組目。2月11日付、2月18日付で通算3週連続で1位を獲得し、KAT-TUNの「Real Face」以来13年10か月ぶりの記録。

### 2月
- 2月21日 - 元SMAPの中居正広が記者会見を開き、同年3月末をもってジャニーズ事務所を退所することを発表[6]。
- 2月26日以降、新型コロナウイルス感染症の流行 (2019年-)に伴い、数多くのライブイベント・フェスが中止・延期に[7]。
- 音楽関係者の新型コロナウイルス感染も多数発表された。

### 3月
- 3月1日 - ヒップホップグループのBAD HOPが、横浜アリーナにてワンマンライブ「BAD HOP WORLD 2020」を新型コロナウイルスの感染拡大により無観客で開催し、ライブの生配信をYouTube上で無料で行った。音楽事務所に所属していないが故のチケット代の全額払い戻しや、本番さながらのセットでライブを行ったこともあり、メンバーが1億円もの負債を負うこととなった。これを受けクラウドファンディングを行い、支援を募った[8][9]。
- 3月4日 - 日本音楽事業者協会、日本音楽制作者連盟、コンサートプロモーターズ協会の3団体が新型コロナウイルス感染拡大防止を呼びかけるため、「エンターテインメントを愛する皆さんへ」と題した声明文を発表[10]。
- 3月5日 - イープラスが新型コロナウイルス感染症によるイベント中止の払戻し費用を全額負担すると発表[11]。
- 3月7日 - 東京・代々木第一体育館で、乃木坂46の2期生によるライブ「乃木坂46ANN presents 乃木坂46二期生ライブ」を開催する予定であったが中止となったため、行う予定だったライブの代わりに行われた生配信「幻の2期生ライブ」がSHOWROOMで行なわれ、総視聴者数はおよそ42万人に達した[12]。
- 3月7日・8日 - 滋賀県立芸術劇場びわ湖ホールにて公演予定されていた「びわ湖ホールプロデュースオペラ　ワーグナー作曲「ニーベルングの指輪」第3日「神々の黄昏」」が、新型コロナウイルスの影響で中止となったが、ホール内で無観客公演を行い、YouTubeにて無料ライブストリーミングが行われた[13]。
- 3月17日 - 同日付のオリコン週間アルバムランキングでGLAYの「REVIEW II -BEST OF GLAY-」が1位を獲得し、1990年代〜2020年代の4年代連続アルバム1位をサザンオールスターズ以来史上2組目の達成。
- 3月18日 - 欧州放送連合（EBU）は5月に オランダ・ロッテルダムで予定していたユーロビジョン・ソング・コンテストを中止すると発表[14]。
- 3月27日 - 国に助成金交付を求める署名運動「SaveOurSpace」がスタート[15]。
- 3月31日 - LOCAL CONNECTのISATOを起点とし、様々なアーティストがTwitterアカウントでアカペラを歌唱する「うたつなぎ」がスタート[16]。

### 4月
- 4月2日 - 同日付のオリコン週間デジタルシングル（単曲）ランキングで米津玄師の「Lemon」史上初の累計300万ダウンロードを突破。
- 4月3日 - 星野源がInstagramアカウントで「うちで踊ろう 」を発表し、様々な芸能人などが参加した。
- 4月30日 - 北海道のライブハウス・COLONY、京都のライブハウス・京都VOXhallが閉店。
- 4月末頃より、YouTubeを中心にバードコアブームが起きる[17]。
- 新型コロナウイルスの長期的な流行、7日・16日に発令された緊急事態宣言、それを受けたCDショップの営業自粛、配送の遅延（アニメソングの場合は、アニメの放送延期による影響も含む）などにより、400点[18]にも及ぶシングル・アルバム・映像作品が発売延期に。

#### 主な発売延期作品
| 作品名                                                         | 旧発売日 | 新発売日        |
| -------------------------------------------------------------- | -------- | --------------- |
| レディー・ガガ「クロマティカ」                                 | 4月10日  | 5月29日         |
| 諏訪ななか「So Sweet Dolce」                                   | 4月15日  | 5月13日         |
| SF9「Good Guy」                                                | 4月15日  | 5月27日→6月17日 |
| millennium parade × ghost in the shell:SAC_2045「Fly with me」 | 4月22日  | 5月13日         |
| 家入レオ「Answer」                                             | 4月22日  | 5月13日         |
| 角松敏生「EARPLAY 〜REBIRTH 2〜」                              | 4月22日  | 5月13日         |
| DREAMS COME TRUE「YES AND NO/G」                               | 4月22日  | 5月27日→7月1日  |
| go!go!vanillas「アメイジングレース」                           | 4月22日  | 6月3日          |
| さユり「め」                                                   | 4月22日  | 6月3日          |
| UNICORN「MOVIE 38 ユニコーン100周年ツアー"百が如く"」          | 4月22日  | 6月10日         |
| ヒトリエ「4」                                                  | 4月22日  | 8月19日         |
| レキシ「ギガアイシテル」                                       | 4月22日  | 9月23日         |
| 緑黄色社会「SINGALONG」                                        | 4月22日  | 9月30日         |
| MAN WITH A MISSION「MAN WITH A "REMIX" MISSION」               | 4月29日  | 5月13日         |
| yonige「健全な社会」「LIVE DVD『日本武道館 「一本」」          | 4月29日  | 5月20日         |
| ザ・コインロッカーズ「僕はしあわせなのか?」                    | 4月29日  | 5月27日         |
| tacica「aranami」                                              | 4月29日  | 6月3日          |
| DEPAPEPE「Seek」                                               | 4月29日  | 6月3日          |
| 宮川大聖「Symbol」                                             | 4月29日  | 6月17日→7月8日  |
| Maison book girl「Fiction」                                    | 4月29日  | 6月24日         |
| 渡辺美里「harvest」                                            | 4月29日  | 7月1日          |
| Awesome City Club「Grow apart」                                | 4月29日  | 7月8日          |
| =LOVE「CAMEO」                                                 | 4月29日  | 7月8日          |
| 亀と山P「SI」                                                  | 4月29日  | 発売中止        |
| EUPHORIA-ユーフォリア-「桜色の旅立ち」                         | 4月29日  | 6月24日         |
| KinKi Kids「KANZAI BOYA」                                      | 5月5日   | 6月17日         |
| milet「eyes」                                                  | 5月13日  | 5月27日→6月3日  |
| 和氣あず未「Hurry Love/恋と呼ぶには」                          | 5月13日  | 6月10日         |
| あいみょん「裸の心」                                           | 5月13日  | 6月17日         |
| たこやきレインボー「恋のダンジョンUME」                        | 5月13日  | 7月8日          |
| やなぎなぎ「芽ぐみの雨」                                       | 5月13日  | 7月15日         |
| NOW ON AIR「ゴンドラの唄/surely/HPBtoU!」                      | 5月13日  | 7月22日         |
| 郷ひろみ「ウォンチュー!!!」                                    | 5月13日  | 7月22日         |
| NMB48「だってだってだって」                                    | 5月13日  | 8月19日         |
| 鈴木このみ「Realize」                                          | 5月13日  | 8月26日         |
| SILENT SIREN「mix10th」                                        | 5月13日  | 9月2日          |
| Thinking Dogs「Heavenly ideas」                                | 5月13日  | 9月23日         |
| ボン・ジョヴィ「ボン・ジョヴィ2020」                           | 5月15日  | 10月2日         |
| オーイシマサヨシ「世界が君を必要とする時が来たんだ/英雄の歌」  | 5月20日  | 6月3日          |
| スカイピース「青青ソラシドリーム」                             | 5月20日  | 6月10日         |
| MUCC「惡」                                                     | 5月20日  | 6月10日         |
| Aqours「Fantastic Departure!」                                 | 5月20日  | 7月22日         |
| ReoNa「ANIMA」                                                 | 5月20日  | 7月22日         |
| the telephones「NEW!」                                         | 5月20日  | 11月4日         |
| 鬼頭明里「STYLE」                                              | 5月27日  | 6月10日         |
| 伊藤美来「孤高の光 Lonely dark」                               | 5月27日  | 6月17日         |
| SEKAI NO OWARI「umbrella/Dropout」                             | 5月27日  | 6月24日         |
| SEKAI NO OWARI「SEKAI NO OWARI 2010-2019」                     | 5月27日  | 2021年2月10日   |
| 森久保祥太郎「I'm Nobody」                                     | 5月27日  | 7月22日         |
| STU48「思い出せる恋をしよう」                                  | 5月27日  | 9月2日          |
| BBHF「BBHF1 -南下する青年-」                                   | 5月27日  | 9月2日          |
| 武田真治「BREATH OF LIFE」                                     | 5月27日  | 9月9日          |
| LiSA「LEO-NiNE」                                               | 5月      | 10月14日        |
| [Alexandros]「Where's My History?」                            | 5月      | 2021年3月17日   |
| Poppin'Party「Breakthrough!」                                  | 6月3日   | 6月24日         |
| NOISEMAKER「H.U.E.」                                           | 6月3日   | 7月1日          |
| SixTONES「NAVIGATOR」                                          | 6月3日   | 7月22日         |
| 森口博子「GUNDAM SONG COVERS 2」                               | 6月10日  | 9月16日         |
| 田原俊彦「愛は愛で愛だ」                                       | 6月17日  | 8月5日          |
| ビッケブランカ「ミラージュ」                                   | 6月17日  | 8月19日         |
| OxT「REUNION」                                                 | 6月17日  | 9月10日         |
| SKY-HI「SKY-HI's THE BEST」                                    | 6月17日  | 9月23日         |
| sajou no hana「青嵐のあとで」                                  | 6月24日  | 8月19日         |
| Aqours「JIMO-AI Dash!」                                        | 6月30日  | 8月26日         |
| fripSide「dual existence」                                     | 7月8日   | 8月19日         |
| 遠藤正明「ご唱和ください 我の名を!」                           | 7月15日  | 8月5日          |
| 玉置成実「Connect the Truth」                                  | 7月15日  | 8月5日          |
| GRANRODEO「情熱は覚えている」                                  | 7月15日  | 9月9日          |

### 5月
- 5月17日 - 東京のライブハウス・三宿Webが閉店を発表[19]。
- 5月31日 - 渋谷のライブハウス・VUENOS、Glad、LOUNGE NEOの3店舗が閉店。
- 5月31日 - 巣鴨のライブハウス・巣鴨獅子王が閉店。
- 5月31日 - 新宿のライブハウス・新宿歌舞伎町BE-WAVEが閉店。

### 6月
- 6月11日 - 作曲家の服部克久が、午前8時42分、末期腎不全のため東京都内の病院で死去（83歳没）[20]。
- 6月11日 - 日本音楽事業者協会、日本音楽制作者連盟、コンサートプロモーターズ協会の一般社団法人3団体が、日本のライブエンタテインメント産業を支援する基金「Music Cross Aid」を創設[21]。
- 6月14日 - BTSの有料オンラインコンサートが開催され、最高同時アクセス数は約75万人で、ギネス世界記録に認定された[22]。
- 6月19日 - 手越祐也がジャニーズ事務所との契約終了により、NEWSを脱退並びにテゴマスが事実上の活動終了。このため、NEWSは3人で活動することとなった[23][24]。

### 7月
- 7月8日 - Mrs. GREEN APPLEがフェーズ1を完結。同時に活動休止を発表。
- 7月16日 - 日本で6月13日〜15日間に10〜40代のアーティスト200名を対象に行われたアンケートによると、74.2%のアーティストは収入が減ったと回答、48％がアーティストとしての活動を諦めようと思っていることが判明[25]。
- 7月22日、長瀬智也が翌2021年3月いっぱいでTOKIOから脱退しジャニーズ事務所を退所すること、残りの3人は同年4月1日付でジャニーズグループの関連会社となる「株式会社TOKIO」を設立し、グループとしての活動を継続することが発表された[26]。
- 7月31日 - 千葉・本八幡THE 3rd STAGE・本八幡スタジオサンが閉店。

### 8月
- 8月13日 - 8月5日に発売された米津玄師の5thアルバム『STRAY SHEEP』の売上枚数が8月13日付デイリーアルバムランキングにて累計102.2万枚となり、ミリオンセールスを達成。男性ソロアーティストにおけるオリジナルアルバムの100万セールス越えは、2004年11月に発売された平井堅の『SENTIMENTALovers』以来約16年ぶりの快挙。
- 8月15日 - 愛知・名古屋ブルーノートが廃業。
- 8月17日 - さだまさしが、初の有料配信ライブ「さだまさしチャリティーコンサート2020」を無観客で開催。無観客ゆえに、拍手がないと寂しいということで、NHK「今夜も生でさだまさし」で、音響効果兼出演者の、住吉昇がサンプラーを持参し、参戦した。
- 8月19日 - 同日付のオリコン週間ストリーミングランキングでYOASOBIの「夜に駆ける」が6週連続、通算12週1位を獲得。累計再生数が史上最短で1億回再生を突破した。
- 8月29日 - 加山雄三が誤嚥による嘔吐で救急搬送。
- 8月31日 - 東京・dues新宿が営業終了[27]。
- 8月31日 - 東京・新宿レッドノーズが閉店[28]。
- 8月31日 - 東京・池袋 RUIDO K3が閉店。
- 8月31日 - 神奈川・Yokohama O-SITEが営業終了[29]。

### 9月
- 9月4日 - 大阪・ユニバースが2020年度内の営業を自粛。
- 9月15日 -  ビルボードは、音楽チャート「Billboard Global 200」を正式に開始。200以上の国・地域からのダウンロードおよびストリーミングのセールスに基づくグローバルチャート。日本人アーティストの最高位はLiSA「炎」で10月31日付のチャートで8位、米国のデータを除外した「Global Excl. U.S.」で2位を記録した[30]。
- 9月20日 - 少年隊の植草克秀と錦織一清が年内を以ってジャニーズ事務所を退所することを発表、東山紀之はその後も事務所に残り、少年隊のグループ名も存続させることとした[31]。
- 9月22日 - 元TOKIOの山口達也がバイクによる酒気帯び運転の疑いで逮捕[32]。
- 9月25日 - BUMP OF CHICKENの直井由文が不倫により活動休止[33]。
- 9月30日 - 東京・北参道ストロボカフェが閉店[34]。
- 9月30日 - 東京・新宿 RUIDO K4が閉店。翌日同跡地に新宿WALLYがオープン[35]。
- 9月30日 - 石森虹花が欅坂46を卒業、「櫻坂46」に改名前のラストライブも出演はしないとした[36]。

### 10月
- 10月7日 - 作曲家の筒美京平がこの日、誤嚥性肺炎のため死去（80歳没）[37]。
- 10月9日 - 7人組YouTuberフィッシャーズのメンバーで歌手としても活動していたぺけたんがファンとの間で不適切な関係を持ったことから活動休止[38]。
- 10月13日 - 同日付のオリコン週間アルバムランキングで米津玄師『STRAY SHEEP』が150万枚超えを記録。平成生まれのアーティストとしては史上初。
- 10月14日 - 欅坂46が「櫻坂46」に改名[39]。
- 10月16日 - ロックバンドNovelbrightのメンバー5人中ボーカル竹中雄大以外の4人が新型コロナウイルスに感染していることが確認されたことにより10月中の活動自粛を発表した[40]。その後19日の再検査で竹中雄大も感染が発覚[41]。
- 10月18日 - 東京・下北沢GARDENが閉店。
- 10月20日 - 同日付のオリコン週間ランキングでLiSA「炎」『LEO-NiNE』が同時1位。オリコン週間音楽ランキング1位獲得数の史上最多7冠を獲得（シングルランキング・デジタルシングルランキング・ストリーミングランキング・合算シングルランキング・アルバムランキング・デジタルアルバムランキング・合算アルバムランキング）。週間シングルランキング・週間アルバムランキングの同時1位は、Kis-My-Ft2「キ・ス・ウ・マ・イ 〜KISS YOUR MIND〜/S.O.S（Smile On Smile）」『Goodいくぜ!』以来7年7か月ぶり。女性アーティスト作品としては歴代10組目、宇多田ヒカル「誰かの願いが叶うころ」『Utada Hikaru SINGLE COLLECTION VOL.1』以来16年6か月ぶり、令和では初の快挙。
- 10月27日 - 同日付のオリコン週間シングルランキングでLiSA「炎」が2週連続1位。女性ソロアーティストの2週連続1位獲得は植村花菜「トイレの神様」以来9年10か月ぶり。
- 10月27日 - 同日付のオリコン週間デジタルシングルランキングで1位から3位を『鬼滅の刃』関連作品が独占（「炎」「紅蓮華」「竈門炭治郎のうた」）。
- 10月31日 - 山下智久がこの日をもってジャニーズ事務所を退所。事務所側からの正式発表は同年11月10日であった[42][43]。なお、リリース予定だった亀と山P「SI」は、発売中止となった。

### 11月
- 11月2日 - EXILE ATSUSHIがソロ活動専念を発表[44]。
- 11月3日 - 同日付のオリコン週間シングルランキングでLiSA「炎」が3週連続1位を獲得。SMAP「弾丸ファイター」以来、12年10か月ぶりの快挙。
- 11月4日 - ももいろクローバーZが「第12回観光庁長官表彰」にて特別感謝状を受賞[45][46]。2017年から毎年、ライブコンサート「ももクロ春の一大事」を各地の地方自治体と協働で開催し、地域活性化への貢献が認められたため[47]。
- 11月11日 - 同日付のオリコン週間ストリーミングランキングでNiziU「Make you happy」が史上最短の19週目での1億回再生突破。
- 11月11日 - 同日付のオリコン週間デジタルシングル&ストリーミングランキングでLiSA「炎」が4週連続同時1位を獲得。女性ソロアーティストでは初、Official髭男dism「I LOVE...」、YOASOBI「夜に駆ける」に続いて史上3作目。
- 11月17日 - 近藤真彦が一部週刊誌に自身に関する記事が掲載されたことを受け、記事内容を認め芸能活動の無期限自粛を発表[48]。
- 11月19日 - MISIAが同月15日TBSテレビの報道番組『news23』の収録で、乗馬クラブでの乗馬の様子を撮影した際に落馬し、背中の骨を折り全治6週間の怪我を負ったと同局が発表[49]。それに伴い12月のライブ2公演の中止を自身の公式HPにて発表[50]。
- 11月28日 - 小金沢昇司が道路交通法違反（酒気帯び運転）の疑いで警視庁に逮捕される[51]。その後送検されたが、同年12月28日東京地検が不起訴処分とした[52]。
- 11月30日 - 長野県・松本市のライブハウスSound Hall a.Cが閉店。

### 12月
- 12月7日 - 東京・池袋CYBERが閉店を発表。
- 12月9日 -櫻坂46が、欅坂46から改名後のデビューシングル「Nobody's fault」でデビュー。
- 12月9日 - YouTuberロックバンドNon Stop RabbitがYouTuberバンド初のメジャーデビューを果たした[53]。
- 12月20日 - Little Glee Monsterの芹奈が体調不良により一定期間休養と治療に専念すると所属事務所が発表。グループ自体は活動を続ける[54]。
- 12月21日 - 同日付のオリコン週間アルバムランキングで福山雅治『AKIRA』が1位。「アルバム通算1位獲得作品数」が男性ソロアーティスト歴代1位タイ、「年齢4世代連続アルバム1位」が男性ソロアーティスト史上5人目となる達成。
- 12月24日 - 正体不明のアーティストsiipが「Cuz I」で突如デビュー。
- 12月28日 - 東京・SHIBUYA DIVEがオープン。
- 12月28日 - 同日付のオリコン週間シングルランキングで山下達郎「クリスマス・イブ（2020 Version）」がチャートインし、「週間シングルTOP100入り連続年数」歴代1位記録を更新。
- 12月29日 - 同日付のオリコン週間デジタルシングル（単曲）ランキングでLiSA「炎」が11週連続1位となり、連続1位獲得週数が米津玄師「Lemon」の10週を上回り歴代1位となった。
- 12月31日 - 東京・Zher the ZOO YOYOGIが閉店。
- 12月31日 - 第71回NHK紅白歌合戦。新型コロナウイルス感染拡大防止の為、史上初の無観客での開催[55]。また、総合司会は4年連続となる内村光良と2018年以来となる同局アナウンサーの桑子真帆が、白組司会は初起用の大泉洋、紅組司会は同じく初起用の二階堂ふみがそれぞれ務めた[56][57]。
- 12月31日 - 嵐が活動休止となるこの日、単独ライブ「This is 嵐 LIVE 2020.12.31」を同グループとしては初めての生配信ライブとして開催された[58][59]。

## シングル

### IFPI グローバル・デジタル・シングルアワード
※デジタル・ダウンロード、ストリーミング数をストリーミング相当数に独自の比重で換算

1. ザ・ウィークエンド「ブラインディング・ライツ」
2. トーンズ・アンド・アイ「Dance Monkey」
3. ロディ・リッチ「The Box」
4. Saint Jhn「Roses」
5. デュア・リパ「Don't Start Now」
6. フューチャー featuring ドレイク「Life Is Good」
7. シャオ・ジャン「Made To Love」
8. ダベイビー「Rockstar」
9. ビリー・アイリッシュ「bad guy」
10. BTS「Dynamite」

### Billboard Hot 100 年間TOP10
※Billboard 集計期間: 2019年11月23日 - 2020年11月14日

1. ザ・ウィークエンド「ブラインディング・ライツ」
2. ポスト・マローン「Circles」
3. ロディ・リッチ「The Box」
4. デュア・リパ「Don't Start Now」
5. ダベイビー featuring ロディ・リッチ「Rockstar」
6. ハリー・スタイルズ「Adore You」
7. フューチャー featuring ドレイク「Life Is Good」
8. マルーン5「Memories」
9. マレン・モリス「The Bones」
10. ルイス・キャパルディ「Someone You Loved」

## アルバム

### IFPI グローバル・アルバム・全フォーマットチャート トップ10
※フィジカル、デジタル・ダウンロード、ストリーミングのデータを集計

1. BTS「MAP OF THE SOUL : 7」
2. ザ・ウィークエンド「After Hours」
3. ビリー・アイリッシュ「When We All Fall Asleep, Where Do We Go?」
4. BTS「BE (Deluxe Edition)」
5. ハリー・スタイルズ「Fine Line」
6. ポスト・マローン「Hollywood’s Bleeding」
7. 米津玄師「STRAY SHEEP」
8. ジャスティン・ビーバー「Changes」
9. テイラー・スウィフト「folklore」
10. デュア・リパ「Future Nostalgia」

### IFPI グローバル・アルバム・セールスチャート
※フィジカル、デジタル・ダウンロードの売上データのみを集計

1. BTS「MAP OF THE SOUL : 7」
2. BTS「Be (Deluxe Edition)」
3. 米津玄師「STRAY SHEEP」
4. テイラー・スウィフト「folklore」
5. BLACKPINK「THE ALBUM」
6. AC/DC「Power Up」
7. ジャスティン・ビーバー「Changes」
8. BTS「MAP OF THE SOUL : 7〜THE JOURNEY〜」
9. 嵐「This is 嵐」
10. King Gnu「CEREMONY」

## 日本のシングル
- Billboard JAPAN Hot 100は、YOASOBI「夜に駆ける」がシングル盤をリリースしていない楽曲としては史上初めての年間1位を獲得した[65]。
- 「夜に駆ける」はストリーミングで2.7億再生を突破したほか、MV再生でも1億再生を突破したことが牽引しての総合1位となった[65]。
- 年間2位となったOfficial髭男dism「Pretender」はストリーミング2.6億再生、配信55万ダウンロードが総合順位を牽引した[65]。
- 年間3位のLiSA「紅蓮華」はストリーミング2.1億再生、配信93万ダウンロードが総合順位を牽引した[65]。

### Billboard Japan Hot 100 年間TOP25
※Billboard JAPAN 集計期間: 2019年11月25日 - 2020年11月22日
- 1位 YOASOBI「夜に駆ける」
- 2位 Official髭男dism「Pretender」
- 3位 LiSA「紅蓮華」
- 4位 Official髭男dism「I LOVE...」
- 5位 King Gnu「白日」
- 6位 瑛人「香水」
- 7位 Official髭男dism「宿命」
- 8位 あいみょん「マリーゴールド」
- 9位 LiSA「炎」
- 10位 あいみょん「裸の心」
- 11位 Official髭男dism「イエスタデイ」
- 12位 NiziU「Make you happy」
- 13位 菅田将暉「まちがいさがし」
- 14位 米津玄師「感電」
- 15位 Snow Man「D.D.」
- 16位 Official髭男dism「115万キロのフィルム」
- 17位 米津玄師「Lemon」
- 18位 BTS「Dynamite」
- 19位 SixTONES「Imitation Rain」
- 20位 Official髭男dism「ノーダウト」
- 21位 米津玄師「馬と鹿」
- 22位 Mrs. GREEN APPLE「インフェルノ」
- 23位 SixTONES「NAVIGATOR」
- 24位 Billie Eilish「Bad guy」
- 25位 King Gnu「Teenager Forever」

### CD年間TOP10
※提供：Billboard JAPAN（2019年11月25日〜2020年11月22日集計）
- 1位 AKB48「失恋、ありがとう」（1,433,594枚）
- 2位 乃木坂46「しあわせの保護色」（1,194,304枚）
- 3位 Snow Man vs SixTONES「D.D. / Imitation Rain」（1,058,682枚）
- 4位 Snow Man「KISSIN' MY LIPS / Stories」（1,016,081枚）
- 5位 SixTONES vs Snow Man「Imitation Rain / D.D.」（943,337枚）
- 6位 SixTONES「NAVIGATOR」（739,446枚）
- 7位 嵐「カイト」（730,678枚）
- 8位 日向坂46「ソンナコトナイヨ」（658,105枚）
- 9位 King ＆ Prince「Mazy Night」（614,225枚）
- 10位 SEVENTEEN「舞い落ちる花びら (Fallin' Flower)」（526,240枚）

### ダウンロード（単曲）年間TOP10
※提供：Billboard JAPAN（2019年11月25日～2020年11月22日集計）
- 1位 LiSA「紅蓮華」（932,002ダウンロード）
- 2位 Official髭男dism「I LOVE...」（633,681ダウンロード）
- 3位 LiSA「炎」（586,623ダウンロード）
- 4位 Official髭男dism「Pretender」（553,805ダウンロード）
- 5位 King Gnu「白日」（544,013ダウンロード）
- 6位 米津玄師「感電」（466,992ダウンロード）
- 7位 YOASOBI「夜に駆ける」（433,971ダウンロード）
- 8位 瑛人「香水」（410,577ダウンロード）
- 9位 あいみょん「裸の心」（381,327ダウンロード）
- 10位 米津玄師「馬と鹿」（348,393ダウンロード）

### ストリーミング年間TOP10
※提供：Billboard JAPAN（2019年11月25日～2020年11月22日集計）
- 1位 YOASOBI「夜に駆ける」（275,142,806回再生）
- 2位 Official髭男dism 「Pretender」（266,370,645回再生）
- 3位 King Gnu「白日」（235,985,704回再生）
- 4位 Official髭男dism「I LOVE...」（235,133,624回再生）
- 5位 LiSA「紅蓮華」（218,975,190回再生）
- 6位 瑛人「香水」（198,397,282回再生）
- 7位 Official髭男dism 「宿命」（162,861,855回再生）
- 8位 Official髭男dism「115万キロのフィルム」（157,094,252回再生）
- 9位 Official髭男dism「イエスタデイ」（154,837,100回再生）
- 10位 あいみょん 「裸の心」（144,728,009回再生）

### 演歌・歌謡年間TOP10
- 1位 氷川きよし「母」
- 2位 純烈「愛をください〜Don't you cry〜」
- 3位 山内惠介「残照」
- 4位 水森かおり「瀬戸内 小豆島」
- 5位 丘みどり「五島恋椿/白山雪舞い」
- 6位 上沼恵美子「時のしおり」
- 7位 三山ひろし「北のおんな町」
- 8位 辰巳ゆうと「センチメンタル・ハート/男のしぐれ」
- 9位 中澤卓也「北のたずね人」
- 10位 福田こうへい「筑波の寛太郎/あれが沓掛時次郎」

### インディーズシングル年間TOP10
- 1位 SEVENTEEN「舞い落ちる花びら (Fallin' Flower)」
- 2位 刀剣男士 formation of 葵咲「約束の空」
- 3位 豆柴の大群「りスタート」
- 4位 ジェジュン「Brava!! Brava!! Brava!!/Ray of Light」
- 5位 刀剣男士 team三条 with加州清光「Lost The Memory」
- 6位 AXXX1S「キミホリ」
- 7位 原因は自分にある。「嗜好に関する世論調査」
- 8位 26時のマスカレイド「二人だけの初めてをもっと」
- 9位 CARRY LOOSE「にんげん」
- 10位 Hi☆Five「WE CAN FLY」

### USEN HIT 年間総合TOP10
- 1位 あいみょん「裸の心」
- 2位 Official髭男dism「I LOVE...」
- 3位 LiSA「紅蓮華」
- 4位 Official髭男dism「Pretender」
- 5位 King Gnu「白日」
- 6位 YOASOBI「夜に駆ける」
- 7位 あいみょん「マリーゴールド」
- 8位 瑛人「香水」
- 9位 Official髭男dism「宿命」
- 10位 Official髭男dism「パラボラ」

### USEN HIT 年間洋楽TOP10
- 1位 ザ・ウィークエンド「Blinding Lights」
- 2位 ビリー・アイリッシュ「bad guy」
- 3位 ドージャ・キャット「Say So」
- 4位 レディー・ガガ「Rain On me (with Ariana Grande)」
- 5位 ジャスティン・ビーバー「Yummy」
- 6位 マルーン5「Memories」
- 7位 デュア・リパ「Break My Heart」
- 8位 ジャスティン・ビーバー「Intentions ft.Quavo」
- 9位 セレーナ・ゴメス「Lose You to Love Me」
- 10位 トーンズ・アンド・アイ「DANCE MONKEY」

### USEN HIT 年間演歌/歌謡曲TOP10
- 1位 真田ナオキ「恵比寿」
- 2位 山内惠介「残照」
- 3位 氷川きよし「母」
- 4位 山崎ていじ「別れのボレロ」
- 5位 純列「愛をください 〜Don't you cry〜」
- 6位 丘みどり「五島恋椿」
- 7位 奥山えいじ「只見線恋歌」
- 8位 香西かおり「契り酒」
- 9位 水森かおり「瀬戸内 小豆島」
- 10位 三山ひろし「北のおんな町」

| RIAJ認定                               | 作品 |
| -------------------------------------- | --- |
| ゴールドディスクミリオン認定           | - 嵐「カイト」 - AKB48「失恋、ありがとう」 - SixTONES vs Snow Man「Imitation Rain/D.D.」 - Snow Man「KISSIN'MY LIPS/Stories」 - 乃木坂46「しあわせの保護色」 |
| ゴールドディスクトリプル・プラチナ認定 | - SixTONES「NAVIGATOR」 |
| ゴールドディスクダブル・プラチナ認定   | - King & Prince「Mazy Night」 - King & Prince「I promise」 - 櫻坂46「Nobody's fault」 - JO1「PROTOSTAR」 - SixTONES「NEW ERA」 - SEVENTEEN「舞い落ちる花びら （Fallin' Flower）」 - Twenty★Twenty「smile」 - 日向坂46「ソンナコトナイヨ」 |
| ゴールドディスクプラチナ認定           | - SKE48「ソーユートコあるよね?」 - STU48「無謀な夢は覚めることがない」 - STU48「思い出せる恋をしよう」 - NMB48「だってだってだって」 - 関ジャニ∞「Re:LIVE」 - ジャニーズWEST「証拠」 - Sexy Zone「RUN」 - Sexy Zone「NOT FOUND」 - TWICE「Fanfare」 - NiziU「Step and a step」（+有料音楽配信ゴールド認定、ストリーミングシルバー認定） - Hey! Say! JUMP「I am/Muah Muah」 - Hey! Say! JUMP「Your Song」 - 三浦春馬「Night Diver」 - LiSA「炎」（+有料音楽配信ミリオン認定、ストリーミングプラチナ認定） |
| ゴールドディスクゴールド認定           | - Aqours「Fantastic Departure!」 - =LOVE「CAMEO」 - =LOVE「青春“サブリミナル”」 - HKT48「3-2」 - NMB48「恋なんかNo thank you!」 - NGT48「シャーベットピンク」 - Official髭男dism「I LOVE...」（+有料音楽配信ミリオン認定、ストリーミングプラチナ認定） - Official髭男dism「HELLO EP」 - Kis-My-Ft2「ENDLESS SUMMER」 - KinKi Kids「KANZAI BOYA」 - King Gnu「三文小説/千両役者」 - Stray Kids「TOP -Japanese ver.-」 - TOMORROW X TOGETHER「MAGIC HOUR」 - TOMORROW X TOGETHER「DRAMA」 - TWICE「BETTER」 - NEWS「ビューティフル/チンチャうまっか/カナリヤ」 - BUMP OF CHICKEN「アカシア/Gravity」 - V6「It's my life/PINEAPPLE」 - Hey! Say! JUMP「Last Mermaid...」 - 祭nine.「てっぺんニューデイズ」 - Mr.Children「Birthday/君と重ねたモノローグ」 - モーニング娘。'20「KOKORO&KARADA/LOVEペディア/人間関係No way way」 - モーニング娘。'20「純情エビデンス/ギューされたいだけなのに」 - 山下智久「Nights Cold」 - ラストアイドル「何人も」 |

### 音楽配信ゴールド認定シングル
| 作品名                                 | 認定月                           |
| ミリオン (1,000,000ダウンロード)       | ミリオン (1,000,000ダウンロード) |
| -------------------------------------- | -------------------------------- |
| Official髭男dism「I LOVE...」          | 2020年6月                        |
| LiSA「炎」                             | 2021年3月                        |
| ダブル・プラチナ (500,000ダウンロード) |                                  |
| 米津玄師「感電」                       | 2020年12月                       |
| 優里「ドライフラワー」                 | 2021年12月                       |
| BTS「Dynamite」                        | 2022年3月                        |
| プラチナ (250,000ダウンロード)         |                                  |
| あいみょん「裸の心」                   | 2020年8月                        |
| 米津玄師「パプリカ」                   | 2020年11月                       |
| Uru「あなたがいることで」              | 2020年12月                       |
| NiziU「Make you happy」                | 2020年12月                       |
| 菅田将暉「虹」                         | 2021年2月                        |
| Ado「うっせぇわ」                      | 2021年4月                        |
| DISH//「猫 〜THE FIRST TAKE ver.〜」   | 2021年6月                        |
| YOASOBI「群青」                        | 2021年12月                       |
| 緑黄色社会「Mela!」                    | 2023年1月                        |
| ゴールド (100,000ダウンロード)         |                                  |
| 宇多田ヒカル「Time」                   | 2020年7月                        |
| Official髭男dism「パラボラ」           | 2020年8月                        |
| ReoNa「ANIMA」                         | 2020年8月                        |
| Official髭男dism「Laughter」           | 2020年9月                        |
| Official髭男dism「HELLO」              | 2020年9月                        |
| GReeeeN「星影のエール」                | 2020年9月                        |
| YOASOBI「ハルジオン」                  | 2020年9月                        |
| King Gnu「三文小説」                   | 2020年12月                       |
| LiSA×Uru「再会 (produced by Ayase)」   | 2020年12月                       |
| SEKAI NO OWARI「silent」               | 2021年1月                        |
| NiziU「Step and a step」               | 2021年1月                        |
| 乃木坂46「Route 246」                  | 2021年1月                        |
| back number「エメラルド」              | 2021年2月                        |
| ヨルシカ「花に亡霊」                   | 2021年4月                        |
| 平井大「Stand by me, Stand by you.」   | 2021年6月                        |
| Da-iCE「CITRUS」                       | 2021年12月                       |
| YOASOBI「あの夢をなぞって」            | 2021年12月                       |
| ALI「LOST IN PARADISE feat.AKLO」      | 2022年1月                        |
| Novelbright「ツキミソウ」              | 2022年4月                        |
| Aimer「春はゆく」                      | 2022年8月                        |
| YOASOBI「たぶん」                      | 2023年1月                        |
| YOASOBI「ハルカ」                      | 2023年2月                        |
| BTS「Stay Gold」                       | 2023年4月                        |
| Vaundy「怪獣の花唄」                   | 2023年8月                        |
| Aimer「SPARK-AGAIN」                   | 2024年12月                       |
| Reol「第六感」                         | 2025年4月                        |

### 音楽配信ストリーミング認定シングル
| 作品名                                                              | 認定月                                   |
| ダイヤモンド (500,000,000ストリーミング)                            | ダイヤモンド (500,000,000ストリーミング) |
| ------------------------------------------------------------------- | ---------------------------------------- |
| BTS「Dynamite」                                                     | 2022年1月                                |
| 優里「ドライフラワー」                                              | 2022年2月                                |
| YOASOBI「群青」                                                     | 2023年7月                                |
| Official髭男dism「I LOVE...」                                       | 2023年12月                               |
| Vaundy「怪獣の花唄」                                                | 2024年1月                                |
| トリプル・プラチナ (300,000,000ストリーミング)                      |                                          |
| あいみょん「裸の心」                                                | 2023年1月                                |
| Ado「うっせぇわ」                                                   | 2023年1月                                |
| Eve「廻廻奇譚」                                                     | 2023年1月                                |
| 平井大「Stand by me, Stand by you.」                                | 2023年1月                                |
| LiSA「炎」                                                          | 2023年1月                                |
| 変態紳士クラブ「YOKAZE」                                            | 2023年2月                                |
| YOASOBI「ハルジオン」                                               | 2023年3月                                |
| 菅田将暉「虹」                                                      | 2023年10月                               |
| Vaundy「不可幸力」                                                  | 2023年11月                               |
| Vaundy「napori」                                                    | 2024年1月                                |
| NiziU「Make you happy」                                             | 2024年2月                                |
| 緑黄色社会「Mela!」                                                 | 2024年2月                                |
| Novelbright「ツキミソウ」                                           | 2024年3月                                |
| マカロニえんぴつ「恋人ごっこ」                                      | 2024年5月                                |
| 米津玄師「感電」                                                    | 2024年5月                                |
| YOASOBI「ハルカ」                                                   | 2024年7月                                |
| YOASOBI「あの夢をなぞって」                                         | 2025年2月                                |
| ダブル・プラチナ (200,000,000ストリーミング)                        |                                          |
| Da-iCE「CITRUS」                                                    | 2023年1月                                |
| DISH//「猫 ～THE FIRST TAKE ver.～」                                | 2023年1月                                |
| BLOOM VASE「Bluma to Lunch」                                        | 2023年1月                                |
| BTS「Stay Gold」                                                    | 2023年6月                                |
| 優里「ピーターパン」                                                | 2023年6月                                |
| SEKAI NO OWARI「silent」                                            | 2025年2月                                |
| Uru「あなたがいることで」                                           | 2025年3月                                |
| TWICE「I CAN'T STOP ME」                                            | 2025年4月                                |
| ヨルシカ「花に亡霊」                                                | 2025年5月                                |
| プラチナ (100,000,000ストリーミング)                                |                                          |
| YOASOBI「たぶん」                                                   | 2021年5月                                |
| Official髭男dism「Laughter」                                        | 2021年9月                                |
| オレンジスパイニクラブ「キンモクセイ」                              | 2021年9月                                |
| NiziU「Step and a step」                                            | 2021年10月                               |
| BTS「Life Goes On」                                                 | 2022年1月                                |
| もさを。「ぎゅっと。」                                              | 2022年2月                                |
| Reol「第六感」                                                      | 2022年4月                                |
| BLACKPINK「How You Like That」                                      | 2022年7月                                |
| King Gnu「どろん」                                                  | 2022年6月                                |
| 米津玄師「馬と鹿」                                                  | 2022年6月                                |
| Official髭男dism「パラボラ」                                        | 2022年8月                                |
| Vaundy「世界の秘密」                                                | 2022年8月                                |
| BTS「Your eyes tell」                                               | 2022年11月                               |
| TWICE「MORE & MORE」                                                | 2022年12月                               |
| King Gnu「三文小説」                                                | 2023年2月                                |
| ずっと真夜中でいいのに。「正しくなれない」                          | 2023年4月                                |
| Vaundy「life hack」                                                 | 2023年4月                                |
| back number「エメラルド」                                           | 2023年4月                                |
| Uru「プロローグ」                                                   | 2023年5月                                |
| LiSA,Uru「再会 （produced by Ayase）」                              | 2023年5月                                |
| BLACKPINK「Lovesick Girls」                                         | 2023年9月                                |
| BLOOM VASE「CHILDAYS」                                              | 2023年8月                                |
| BUMP OF CHICKEN「アカシア」                                         | 2023年10月                               |
| Official髭男dism「HELLO」                                           | 2023年10月                               |
| Vaundy「灯火」                                                      | 2023年12月                               |
| BTS「ON」                                                           | 2023年12月                               |
| ITZY「WANNABE」                                                     | 2024年2月                                |
| Ado「レディメイド」                                                 | 2024年3月                                |
| Creepy Nuts「かつて天才だった俺たちへ」                             | 2024年3月                                |
| TWICE「Fanfare」                                                    | 2024年4月                                |
| 藤井風「優しさ」                                                    | 2024年4月                                |
| BAD HOP「High Land feat. Tiji Jojo, Vingo & YZERR」                 | 2024年7月                                |
| AK-69「Bussin'（feat. ¥ellow Bucks）」                              | 2024年8月                                |
| ちゃんみな「Angel」                                                 | 2025年1月                                |
| ゆある「アスノヨゾラ哨戒班」                                        | 2025年1月                                |
| 家入レオ「未完成」                                                  | 2025年1月                                |
| ちゃんみな「ボイスメモ No.5」                                       | 2025年3月                                |
| レディー・ガガ&アリアナ・グランデ「レイン・オン・ミー」             | 2025年4月                                |
| クリープハイプ「キケンナアソビ」                                    | 2025年5月                                |
| ゴールド (50,000,000ストリーミング)                                 |                                          |
| Stray Kids「Back Door」                                             | 2023年8月                                |
| ジャスティン・ビーバー「ヤミー」                                    | 2023年8月                                |
| SEVENTEEN「Left&Right」                                             | 2023年8月                                |
| aespa「Black Mamba」                                                | 2023年6月                                |
| King Gnu「ユーモア」                                                | 2023年6月                                |
| GeG「I gotta go feat. Hiplin, WILYWNKA & kojikoji」                 | 2023年6月                                |
| 菅田将暉×石崎ひゅーい「糸」                                         | 2023年6月                                |
| RADWIMPS「正解(18FES ver.)」                                        | 2023年6月                                |
| 嵐「カイト」                                                        | 2023年4月                                |
| Vaundy「Bye by me」                                                 | 2023年4月                                |
| King Gnu「千両役者」                                                | 2023年3月                                |
| GReeeeN「星影のエール」                                             | 2023年3月                                |
| 乃木坂46「Route 246」                                               | 2023年3月                                |
| 優里「かごめ」                                                      | 2023年3月                                |
| 米津玄師「カムパネルラ」                                            | 2023年3月                                |
| ジャスティン・ビーバー「インテンションズ feat.クエイヴォ」          | 2023年3月                                |
| NiziU「虹の向こうへ」                                               | 2023年1月                                |
| Novelbright「夢花火」                                               | 2023年1月                                |
| sloppy dim「カタコト」                                              | 2022年11月                               |
| BTS「Save Me」                                                      | 2022年11月                               |
| 藤井風「死ぬのがいいわ」                                            | 2022年11月                               |
| 藤井風「帰ろう」                                                    | 2022年10月                               |
| 米津玄師「まちがいさがし」                                          | 2022年10月                               |
| 緑黄色社会「Shout Baby」                                            | 2022年10月                               |
| 平井大「僕が君に出来ること」                                        | 2022年9月                                |
| BLOOM VASE「Pop Corn」                                              | 2022年9月                                |
| IZ*ONE「FIESTA」                                                    | 2022年8月                                |
| King Gnu「小さな惑星」                                              | 2022年7月                                |
| BTS「Friends」                                                      | 2022年7月                                |
| BTS「Burning Up (FIRE)」                                            | 2022年7月                                |
| 米津玄師「PLACEBO + 野田洋次郎」                                    | 2022年7月                                |
| IZ*ONE「Panorama」                                                  | 2022年6月                                |
| ずっと真夜中でいいのに。「お勉強しといてよ」                        | 2022年6月                                |
| NiziU「Boom Boom Boom」                                             | 2022年6月                                |
| 平井堅「怪物さん feat.あいみょん」                                  | 2022年6月                                |
| ドージャ・キャット「ボス・ビッチ」                                  | 2022年6月                                |
| 米津玄師「パプリカ」                                                | 2022年5月                                |
| ザ・チェインスモーカーズ「Closer (Tokyo Remix) feat.新田真剣佑」    | 2022年5月                                |
| BTS「I NEED U」                                                     | 2022年4月                                |
| 森七菜「スマイル」                                                  | 2022年4月                                |
| BTS「DOPE」                                                         | 2022年3月                                |
| BLACKPINK「Ice Cream」                                              | 2022年3月                                |
| BTS「Blood Sweat & Tears」                                          | 2022年2月                                |
| あいみょん「さよならの今日に」                                      | 2022年1月                                |
| ITZY「Not Shy」                                                     | 2022年1月                                |
| もさを。「きらきら」                                                | 2021年11月                               |
| NiziU「Baby I'm a star」                                            | 2021年5月                                |
| Rin音「snow jam」                                                   | 2020年9月                                |
| TWICE「CRY FOR ME」                                                 | 2023年10月                               |
| ALI「LOST IN PARADISE feat. AKLO」                                  | 2023年10月                               |
| デュア・リパ「レヴィテーティング feat.ダ・ベイビー」                | 2023年10月                               |
| Vaundy「僕は今日も」                                                | 2023年11月                               |
| 平井大「Life goes on」                                              | 2023年12月                               |
| BTS「Telepathy」                                                    | 2024年1月                                |
| Creepy Nuts×菅田将暉「サントラ」                                    | 2024年1月                                |
| 乃木坂46「I see...」                                                | 2024年1月                                |
| Novelbright「Sunny drop」                                           | 2024年2月                                |
| BTS「Black Swan」                                                   | 2024年2月                                |
| 米津玄師「海の幽霊」                                                | 2024年3月                                |
| ヨルシカ「思想犯」                                                  | 2024年3月                                |
| BTS「Blue&Grey」                                                    | 2024年6月                                |
| Stray Kids「God's Menu」                                            | 2024年6月                                |
| アリアナ・グランデ&ジャスティン・ビーバー「スタック・ウィズ・ユー」 | 2024年6月                                |
| マカロニえんぴつ「愛のレンタル」                                    | 2024年6月                                |
| BAD HOP「Friends feat. Vingo, JP THE WAVY, Benjazzy, YZERR & LEX」  | 2024年8月                                |
| 藤井風「さよならべいべ」                                            | 2024年8月                                |
| 藤井風「青春病」                                                    | 2024年9月                                |
| SUPER BEAVER「突破口」                                              | 2024年9月                                |
| ReoNa「ANIMA」                                                      | 2024年10月                               |
| SEVENTEEN「舞い落ちる花びら (Fallin' Flower)」                      | 2024年12月                               |
| Vaundy「soramimi」                                                  | 2025年1月                                |
| OH MY GIRL「Dolphin」                                               | 2025年2月                                |
| TWICE「BETTER」                                                     | 2025年4月                                |
| BTS「00:00 (Zero O'Clock)」                                         | 2025年5月                                |
| ジャスティン・ビーバー「ホーリー feat.チャンス・ザ・ラッパー」      | 2025年5月                                |
| シルバー (30,000,000ストリーミング※旧基準)                          |                                          |
| back number「瞬き」                                                 | 2021年11月                               |
| BTS「Make It Right」                                                | 2021年8月                                |
| back number「オールドファッション」                                 | 2021年7月                                |

## 日本のアルバム
- 米津玄師の「STRAY SHEEP」が売上年間1位を獲得した。ソロアーティストによる年間1位は、安室奈美恵が「Finally」で2017年、2018年度年間1位を記録して以来、2年ぶり。男性ソロアーティストによる年間1位は、平井堅が「Ken Hirai 10th Anniversary Complete Single Collection '95-'05 歌バカ」で2006年度年間1位を記録して以来14年ぶり。

### Billboard Japan Hot Albums 年間TOP25
※Billboard JAPAN 集計期間: 2019年11月25日 - 2020年11月22日
- 1位 米津玄師「STRAY SHEEP」
- 2位 King Gnu「CEREMONY」
- 3位 嵐「This is 嵐」
- 4位 BTS「MAP OF THE SOUL : 7 〜 THE JOURNEY 〜」
- 5位 Official髭男dism「Traveler」
- 6位 King & Prince「L&」
- 7位 NiziU「Make you happy」
- 8位 あいみょん「おいしいパスタがあると聞いて」
- 9位 SEVENTEEN「24H」
- 10位 BTS「MAP OF THE SOUL : 7」
- 11位 すとぷり「Strawberry Prince」
- 12位 日向坂46「ひなたざか」
- 13位 ジャニーズWEST「W trouble」
- 14位 Kis-My-Ft2「To-y2」
- 15位 JUJU「YOUR STORY」
- 16位 すとぷり「すとろべりーねくすとっ!」
- 17位 Bad Ass Temple「Bad Ass Temple Funky Sounds」
- 18位 三代目 J SOUL BROTHERS from EXILE TRIBE「RAISE THE FLAG」
- 19位 LiSA「LEO-NiNE」
- 20位 RADWIMPS「天気の子 complete version」
- 21位 椎名林檎「ニュートンの林檎 〜初めてのベスト盤〜」
- 22位 IZ*ONE「Twelve」
- 23位 木村拓哉「Go with the Flow」
- 24位 欅坂46「永遠より長い一瞬 〜あの頃、確かに存在した私たち〜」
- 25位 Sexy Zone「POP × STEP!?」

### CD年間TOP10
※提供：Billboard JAPAN（2019年11月25日～2020年11月22日集計）
- 1位 米津玄師「STRAY SHEEP」（1,475,062枚）
- 2位 嵐「This is 嵐」（766,980枚）
- 3位 BTS「MAP OF THE SOUL : 7 〜 THE JOURNEY 〜」（674,168枚）
- 4位 King & Prince「L&」（613,973枚）
- 5位 King Gnu「CEREMONY」（447,066枚）
- 6位 SEVENTEEN「24H」（330,326枚）
- 7位 BTS「MAP OF THE SOUL : 7」（265,408枚）
- 8位 Official髭男dism「Traveler」（258,273枚）
- 9位 すとぷり「Strawberry Prince」（247,942枚）
- 10位 あいみょん「おいしいパスタがあると聞いて」（216,974枚）

### 洋楽アルバム年間TOP10
- 1位 BTS「MAP OF THE SOUL:7」
- 2位 SEVENTEEN「Heng:garae」
- 3位 BTS「BE [Deluxe Edition]」
- 4位 SEVENTEEN「; [Semicolon] (Special Album)」
- 5位 TWICE「MORE&MORE」
- 6位 NCT「Resonance:2nd Album」
- 7位 ENHYPEN「BORDER:DAY ONE」
- 8位 TWICE「Eyes Wide Open:TWICE Vol.2」
- 9位 NCT 127「NCT#127 Neo Zone:NCT 127 Vol.2」
- 10位 SEVENTEEN「An Ode:SEVENTEEN Vol.3」

### インディーズアルバム年間TOP10
- 1位 SEVENTEEN「24H」
- 2位 すとぷり「Strawberry Prince」
- 3位 すとぷり「すとろべりーねくすとっ!」
- 4位 莉犬「タイムカプセル」
- 5位 矢沢永吉「STANDARD〜THE BALLAD BEST〜」
- 6位 錦戸亮「NOMAD」
- 7位 ジェジュン「Love Covers II」
- 8位 Official髭男dism「エスカパレード」
- 9位 N/A「NO GOOD」
- 10位 にじさんじ「Prismatic Colors」

### デジタルアルバム年間TOP10
- 1位 米津玄師「STRAY SHEEP」（197,583DL）
- 2位 NiziU「Make you happy」（118,190DL）
- 3位 King Gnu「CEREMONY」（91,313DL）
- 4位 Official髭男dism「Traveler」（65,240DL）
- 5位 あいみょん「おいしいパスタがあると聞いて」（27,643DL）
- 6位 浜崎あゆみ「A COMPLETE〜ALL SINGLES〜」（26,657DL）
- 7位 BTS「BE」（21,162DL）
- 8位 ビリー・アイリッシュ「WHEN WE ALL FALL ASLEEP, WHERE DO WE GO?」（20,070DL）
- 9位 King Gnu「Sympa」（19,462DL）
- 10位 RADWIMPS「天気の子 complete version」（18,265DL）

| 認定                                   | 作品 |
| -------------------------------------- | --- |
| ゴールドディスクミリオン認定           | - 米津玄師「STRAY SHEEP」（+有料音楽配信ゴールド認定） |
| ゴールドディスクトリプル・プラチナ認定 | - 嵐「This is 嵐」 - BTS「MAP OF THE SOUL : 7〜THE JOURNEY〜」 |
| ゴールドディスクダブル・プラチナ認定   | - King Gnu「CEREMONY」 - King & Prince「L&」 |
| ゴールドディスクプラチナ認定           | - あいみょん「おいしいパスタがあると聞いて」 - すとぷり「Strawberry Prince」 - すとぷり「すとろべりーねくすとっ!」 - SEVENTEEN「24H」 - 日向坂46「ひなたざか」 - BTS「BE (Deluxe Edition)」 - Hey! Say! JUMP「Fab! -Music speaks.-」 - Mr.Children「SOUNDTRACKS」 |
| ゴールドディスクゴールド認定           | - IZ*ONE「Twelve」 - INABA／SALAS「Maximum Huavo」 - Uru「オリオンブルー」 - 香取慎吾「20200101」 - Kis-My-Ft2「To-y2」 - 木村拓哉「Go with the Flow」 - KinKi Kids「O album」 - GLAY「REVIEW II -BEST OF GLAY-」 - 欅坂46「永遠より長い一瞬 〜あの頃、確かに存在した私たち〜」 - 三代目 J SOUL BROTHERS from EXILE TRIBE「RAISE THE FLAG」 - JO1「The STAR」 - JUJU「YOUR STORY」 - Sexy Zone「POP×STEP!?」 - AAA「AAA 15th Anniversary All Time Best -thanx AAA lot-」 - TWICE「＃TWICE3」 - 中島みゆき「ここにいるよ」 - 福山雅治「AKIRA」 - 藤井風「HELP EVER HURT NEVER」 - 松任谷由実「深海の街」 - MAN WITH A MISSION「MAN WITH A "BEST" MISSION」 - Mrs. GREEN APPLE「5」 - 宮本浩次「ROMANCE」 - milet「eyes」 - ゆず「YUZUTOWN」 - LiSA「LEO-NiNE」 |

## 日本のDVD・Blu-ray
| 認定                         | 作品 |
| ---------------------------- | --- |
| ゴールドディスクミリオン認定 | - 嵐「ARASHI Anniversary Tour 5×20」 |
| ゴールドディスクプラチナ認定 | - King & Prince「King & Prince CONCERT TOUR 2019」 - ジャニーズJr.「素顔4」 - SixTONES「TrackONE -IMPACT-」 |
| ゴールドディスクゴールド認定 | - 欅坂46「欅坂46 LIVE at 東京ドーム 〜ARENA TOUR 2019 FINAL〜」 - Snow Man「滝沢歌舞伎ZERO」 - AAA「AAA 15th Anniversary All Time Music Clip Best -thanx AAA lot-」 - AAA「AAA DOME TOUR 2019 +PLUS」 - NEWS「NEWS DOME TOUR 2018-2019 EPCOTIA -ENCORE-」 - NEWS「NEWS LIVE TOUR 2019 WORLDISTA」 - 乃木坂46「7th YEAR BIRTHDAY LIVE」 - 乃木坂46「ALL MV COLLECTION2〜あの時の彼女たち〜」 - B'z「B'z LIVE-GYM 2019 -Whole Lotta NEW LOVE-」 - BTS「BTS WORLD TOUR 'LOVE YOURSELF:SPEAK YOURSELF' - JAPAN EDITION」 - Hey! Say! JUMP「Hey! Say! JUMP LIVE TOUR 2019-2020 PARADE」 |

## 各チャート
- オリコン
  - Template:オリコン週間シングルチャート第1位 2020年
  - Template:オリコン週間アルバムチャート第1位 2020年
  - Template:オリコン週間合算シングルチャート第1位 2020年
  - Template:オリコン週間合算アルバムチャート第1位 2020年
  - Template:オリコン週間デジタルシングルチャート第1位 2020年
  - Template:オリコン週間デジタルアルバムチャート第1位 2020年
  - Template:オリコン週間アニメシングルチャート第1位 2020年
  - Template:オリコン週間アニメアルバムチャート第1位 2020年
  - Template:オリコン週間アニメデジタルシングルチャート第1位 2020年
  - Template:オリコン週間アニメ合算シングルチャート第1位 2020年
  - Template:オリコン週間演歌・歌謡シングルチャート第1位 2020年
  - Template:オリコン週間DVD音楽チャート第1位 2020年
  - Template:オリコン週間DVD総合チャート第1位 2020年
  - Template:オリコン週間BD音楽チャート第1位 2020年
  - Template:オリコン週間BD総合チャート第1位 2020年
  - Template:オリコン週間DVD・BDミュージックチャート第1位 2020年
- Billboard JAPAN
  - Template:Billboard JAPANシングル・チャート「Billboard JAPAN Hot 100」第1位 2020年
  - Template:Billboard JAPANアルバム・チャート「Billboard JAPAN Hot Albums」第1位 2020年
  - Template:Billboard JAPANアニメ楽曲・チャート「Hot Animation」第1位 2020年
  - Template:Billboard JAPANストリーミング・チャート「Billboard Japan Streaming Songs」第1位 2020年
  - Template:Billboard JAPANダウンロード・ソング・チャート「Billboard Japan Download Songs」第1位 2020年
  - Template:Billboard JAPANダウンロード・アルバム・チャート「Billboard Japan Download Albums」第1位 2020年
  - Template:Billboard JAPANシングル・セールス・チャート「Billboard JAPAN Top Singles」第1位 2020年
  - Template:Billboard JAPANアルバム・セールス・チャート「Billboard JAPAN Top Albums」第1位 2020年
- その他
  - Template:CDTV ORIGINAL RANKING「THIS WEEK'S TOP100」第1位 2020年

## イベント
| 開催日               | タイトル                                                       |
| -------------------- | -------------------------------------------------------------- |
| 1月11日              | みそフェス2020                                                 |
| 2月1日               | BAYCAMP20202                                                   |
| 2月1日               | でらロックフェスティバル 2020                                  |
| 2月9日               | machioto2020                                                   |
| 7月18日・19日        | SLOW DAYS 2020                                                 |
| 7月31日・8月1日・2日 | #ライブフォレストフェス 〜森と川と焚火の音楽祭〜               |
| 8月8日・9日          | Osaka Music DAYS!!! THE LIVE in 大阪城ホール                   |
| 8月10日              | ギュウ農フェス夏のSP2020                                       |
| 8月29日・30日        | RUSH BALL 2020                                                 |
| 9月5日・6日          | GFB'20(つくばロックフェス）                                    |
| 9月6日               | 黒フェス2020〜白黒歌合戦〜                                     |
| 9月12日・13日        | Slow LIVE'20 in 日比谷野外大音楽堂                             |
| 9月13日              | アーバンギャルド presents 鬱フェス 2020〜新しいライヴ様式〜    |
| 9月19日              | MASTER COLISEUM '20 〜祝15周年!イコイコイコイコイコイコイコ!〜 |
| 9月19日・20日        | New (Lifestyle) Acoustic Camp 2020 2020                        |
| 9月21日              | GAMA ROCK FESTIVAL 2020                                        |
| 9月26日・27日        | りんご音楽祭 2020                                              |
| 9月26日・27日        | DRIVE IN LIVE "PARKED"                                         |
| 10月3日・4日         | 白馬ノ音 2020                                                  |
| 10月3日・4日         | YABITO FESTIVAL 2020                                           |
| 10月3日・4日         | MUSIC CIRCUS'20                                                |
| 10月10日             | となりのバンドマン!!!! 〜アコースティック編〜                  |
| 10月10日             | FREEDOM beach 2020 drive in party                              |
| 10月10日・11日       | OSAKA GENKi PARK                                               |
| 10月10日・11日       | GR8 FEST.AT OSAKA-JO HALL                                      |
| 10月10日・11日       | 長岡 米百俵フェス 〜花火と食と音楽と〜 2020                    |
| 10月17日・18日       | YOU MAKE SHIBUYA MUSIC FESTIVAL                                |
| 10月23日・24日・25日 | ボロフェスタ2020                                               |
| 10月24日・25日       | 夏の魔物SPECIAL MAMONOISM                                      |
| 11月1日              | 栗フェス2020                                                   |
| 11月7日              | MINAMI WHEEL 2020 NEO EDITION vol.1                            |
| 11月7日・8日         | バズリズムLIVE 2020                                            |
| 11月7日・8日         | Rocks ForChile 2020                                            |
| 11月8日              | 第56回 石垣島まつり2020                                        |
| 11月21日・22日       | BAYCAMP 2020 10th Anniversary                                  |
| 12月19日・20日       | MERRY ROCK PARADE 2020                                         |
| 12月31日             | 第71回NHK紅白歌合戦（無観客開催）                              |

### 配信開催イベント
| 開催予定日                      | タイトル                                                 |
| ------------------------------- | -------------------------------------------------------- |
| 4月25日・26日                   | おうちフェス2020                                         |
| 4月25日・26日・27日             | PlayOn Fest                                              |
| 5月24日                         | いつまでも世界は..2020                                   |
| 6月13日                         | SAKAI MEETING 2020                                       |
| 6月19日・20日・21日・27日・28日 | SUMMER SONIC 2020 ARCHIVE FESTIVAL                       |
| 6月20日・21日                   | YATSUI FESTIVAL! 2020                                    |
| 6月20日・21日                   | LIVE HUMAN 2020                                          |
| 7月4日                          | SYNCHRONICITY 2020 ONLINE FESTIVAL                       |
| 7月8日                          | アラスカナイズロックフェス                               |
| 7月31日・8月1日・2日            | ビバラ! オンライン 2020                                  |
| 8月21日・22日・23日             | アース・セレブレーション2020                             |
| 8月29日・30日                   | @JAM ONLINE FESTIVAL 2020                                |
| 8月29日・30日                   | SPACE SHOWER SWEET LOVE SHARE                            |
| 9月8日                          | 908 FESTIVAL ONLINE 2020                                 |
| 9月12日                         | 渋谷レゲエ祭                                             |
| 9月19日                         | UNISON SQUARE GARDEN presents「fun time HOLIDAY ONLINE」 |
| 9月19日・20日                   | イナズマロックフェス 2020                                |
| 9月20日                         | 京都音楽博覧会 2020                                      |
| 9月21日                         | オハラ☆ブレイク'20秋 -北のまほろばを行く-                |
| 9月21日・22日                   | NIPPON CALLING 2020                                      |
| 9月26日・27日                   | 氣志團万博 2020 〜家でYEAH!!〜                           |
| 9月26日・27日                   | 中津川 THE SOLAR BUDOKAN 2020                            |
| 10月2日・3日・4日               | TOKYO IDOL FESTIVAL オンライン2020                       |
| 11月1日                         | V6 For the 25th Anniversary                              |
| 11月3日                         | ARASHI アラフェス 2020 at NATIONAL STADIUM               |
| 11月6日・7日・8日               | JAPAN ONLINE FESTIVAL 2020                               |
| 12月6日                         | ちゃんげろソニック2020 -Online-                          |
| 12月6日                         | POWER STOCK ONLINE FEST 2020                             |
| 12月7日                         | ハンバーグフェス 2020                                    |
| 12月31日                        | This is 嵐 LIVE 2020.12.31                               |

### 新型コロナウイルスにより開催延期になったイベント
| 開催予定日          | タイトル                                                                                        |
| ------------------- | ----------------------------------------------------------------------------------------------- |
| 3月20日             | KNOTFEST JAPAN 2020（2021年3月21日に延期）                                                      |
| 3月29日             | Download Japan 2020                                                                             |
| 4月10日・11日・12日 | I ROCKS 2020 stand by LACCO TOWER〜僕らはロックでできている〜（2021年4月9日・10日・11日に延期） |
| 4月25日・26日       | ARABAKI ROCK FEST.20（2021年4月25日・26日に延期）                                               |
| 5月15日・16日       | ARASHI アラフェス 2020 at NATIONAL STADIUM（11月3日に延期）                                     |
| 7月4日・5日         | ONE PARK FESTIVAL 2020（一年間延期）                                                            |
| 7月23日             | BAYCAMP KOBE 2020 - HOPE-（一年間延期）                                                         |
| 7月23日・24日       | OGA NAMAHAGE ROCK FESTIVAL Vol.11（2021年7月23日・24日・25日に延期）                            |
| 7月24日・25日・26日 | OTODAMA'20 〜音泉魂〜（一年間延期）                                                             |
| 8月1日・2日         | OSAKA GIGANTIC MUSIC FESTIVAL 2020 -ジャイガ-                                                   |
| 8月21日・22日・23日 | FUJI ROCK FESTIVAL'20（一年間延期）                                                             |
| 8月28日・29日・30日 | @JAM EXPO 2020（一年間延期）                                                                    |
| 8月28日・29日・30日 | Animelo Summer Live 2020 -COLORS-（2021年8月27日・28日・29日に延期）                            |
| 8月28日・29日・30日 | SUPERSONIC（一年間延期）                                                                        |
| 9月21日             | 服部緑地 RAINBOW HILL 2020                                                                      |
| 9月19日・20日・21日 | SUPERSONIC                                                                                      |
| 10月11日            | 宗像フェス〜Fukutsu Koinoura〜                                                                  |

### 新型コロナウイルスにより開催中止になったイベント
| 開催予定日                             | タイトル                                                            |
| -------------------------------------- | ------------------------------------------------------------------- |
| 2月28日                                | メイプル超音楽フェス                                                |
| 2月29日                                | OTO TO TABI 2020                                                    |
| 2月29日                                | NO KAIWA FES vol.2                                                  |
| 3月7日                                 | 見放題東京2020                                                      |
| 3月7・8日                              | J-WAVE TOKYO GUITAR JAMBOREE 2020 SPECIAL supported by azabu tailor |
| 3月7・8日                              | 結ノ島CAMP Vol.6                                                    |
| 3月11日                                | MASTER PEACE '20                                                    |
| 3月20日                                | ビクターロック祭り2020                                              |
| 3月14日・15日                          | HAPPY JACK 2020 Show Must Go On                                     |
| 3月14日・15日                          | TENJIN ONTAQ 2020                                                   |
| 3月14日・15日                          | IMAIKE GO NOW 2020                                                  |
| 3月21日                                | ツタロックフェス2020                                                |
| 3月21日・22日                          | SANUKI ROCK COLOSSEUM 2020 -MONSTER baSH × I RADIO786-              |
| 3月21日・22日                          | HIROSHIMA MUSIC STADIUM -ハルバン-'20                               |
| 4月4日・5日                            | 夏びらき MUSIC FESTIVAL 石垣島                                      |
| 4月4日・5日                            | SYNCHRONICITY2020 -15th Anniversary!!-                              |
| 4月4日・5日                            | YON FES 2020                                                        |
| 4月5日                                 | パナフェス2020 TOKYO                                                |
| 4月10日・11日・12日                    | GO OUT JAMBOREE 2020                                                |
| 4月11日                                | ORANGE RANGE presents "テレビズナイト020"                           |
| 4月11日・12日                          | FM NORTH WAVE & WESS PRESENTS IMPACT! XV                            |
| 4月12日                                | トアロード・アコースティック・フェスティバル 2020                   |
| 4月12日                                | ときめき☆ジャンボリー 2020                                          |
| 4月18日                                | CONNECT歌舞伎町MUSIC FESTIVAL2020                                   |
| 4月18日・19日                          | ニコニコ超会議 2020（企画の一部が中止）                             |
| 4月25日                                | POP HILL 2020 in KANAZAWA                                           |
| 5月2日・3日・4日・5日                  | VIVA LA ROCK 2020                                                   |
| 5月4日                                 | NIIGATA RAINBOW ROCK 2020                                           |
| 5月4日・5日・6日                       | JAPAN JAM 2020                                                      |
| 5月15日・16日・17日                    | 森、道、市場 2020                                                   |
| 5月16日                                | COMING KOBE'20                                                      |
| 5月16日                                | MIYAKO ISLAND ROCK FESTIVAL 2020                                    |
| 5月16日・17日                          | CIRCLE'20                                                           |
| 5月16日・17日・23日・24日              | METROPOLITAN ROCK FESTIVAL 2020                                     |
| 5月23日                                | Shimokitazawa SOUND CRUISING 2020                                   |
| 5月30日                                | Don't Stop Music Fes. TOCHIGI 2020                                  |
| 5月30日                                | hoshioto'20                                                         |
| 5月30日                                | NOISEMAKER PRESENTS KITAKAZE ROCK FES. 2020                         |
| 5月30日・31日                          | ONION ROCK FESTIVAL 2020 -CHIBA DE CARNIVAL-                        |
| 5月30日・31日                          | 阿蘇ロックフェスティバル2020                                        |
| 6月6日・7日                            | SAKAE SP-RING 2020                                                  |
| 6月6日・7日                            | 百万石音楽祭2020〜ミリオンロックフェスティバル〜                    |
| 6月13日・14日                          | THE CAMP BOOK 2020                                                  |
| 6月20日・21日                          | YATSUI FESTIVAL! 2020                                               |
| 6月21日                                | FREEDOM NAGOYA 2020                                                 |
| 6月21日                                | ネコフェス 2020 -KUDAKENEKO ROCK FESTIVAL-                          |
| 7月4日・5日                            | 京都大作戦 2020 〜それぞれの一番 目指しな祭〜                       |
| 7月11日・12日                          | JOIN ALIVE 2020                                                     |
| 7月18日・19日                          | NUMBER SHOT 2020                                                    |
| 8月8日                                 | EAT THE ROCK 2020 -竜王食音祭-                                      |
| 8月8日・9日・10日                      | ROCK IN JAPAN FESTIVAL 2020                                         |
| 8月9日                                 | HIGHEST MOUNTAIN 2020                                               |
| 8月13日                                | Exciting Summer in WAJIKI 2020                                      |
| 8月14日・15日                          | RISING SUN ROCK FESTIVAL 2020 in EZO                                |
| 8月22日・23日                          | MONSTER baSH 2020                                                   |
| 8月23日                                | Sky Jamboree 2020 〜one pray in nagasaki〜                          |
| 8月29日・30日                          | TRIANGLE'20                                                         |
| 8月29日・30日・31日                    | SPACE SHOWER SWEET LOVE SHOWER 2020 -25th ANNIVERSARY-              |
| 8月30日                                | 夏の魔物 2020 in TOKYO                                              |
| 予定日未発表                           | a-nation 2020                                                       |
| 予定日未発表                           | 秋田CARAVAN MUSIC FES 2020                                          |
| 予定日未発表                           | 音楽と髭達 2020-夏の約束-                                           |
| 予定日未発表                           | TOKYO CALLING 2020                                                  |
| 予定日未発表                           | ベリテンライブ 2020                                                 |
| 9月5日・6日                            | Sunset Live 2020                                                    |
| 9月12日・13日                          | 風とロック芋煮会 2020                                               |
| 9月12日・13日                          | 第30回定禅寺ストリートジャズフェスティバル                          |
| 9月12日・13日                          | HAZIKETEMAZARE FESTIVAL 2020                                        |
| 9月19日・20日                          | shima fes SETOUCHI 2020〜百年つづく、海の上の音楽祭。〜             |
| 9月19日・20日                          | WILD BUNCH FEST. 2020                                               |
| 9月19日・20日・21日                    | KOYABU SONIC 2020                                                   |
| 9月25日                                | ササクレフェスティバル 2020                                         |
| 9月26日                                | おと酔いウォーク2020                                                |
| 9月26日・27日                          | 山人音楽祭 2020                                                     |
| 10月2日・3日・4日                      | TOKYO IDOL FESTIVAL 2020                                            |
| 10月2日・3日・4日                      | 2020楽器フェア                                                      |
| 10月2日・3日・4日                      | TOKYO IDOL FESTIVAL 2020                                            |
| 10月3日                                | Mt.FUJIMAKI 2020                                                    |
| 10月3日・4日                           | PIA MUSIC COMPLEX 2020                                              |
| 10月3日・4日                           | マグロック 2020 & フジソニック 2020                                 |
| 10月10日・11日                         | 朝霧JAM 2020                                                        |
| 10月17日・18日                         | THE GREAT SATSUMANIAN HESTIVAL 2020                                 |
| 11月22日                               | FEVER OF SHIZUOKA 20/20                                             |
| 11月29日                               | SANO FES 2020                                                       |
| 12月26日・27日・28日・29日・30日・31日 | FM802 RADIO CRAZY 2020                                              |
| 12月27日・28日・29日・30日・31日       | COUNTDOWN JAPAN 20/21                                               |

日本武道館公演
- 10月8日 - 錦戸亮
- 10月12日 - ハロー!プロジェクト
- 10月19日 - MONOEYES
- 10月27日 - wacci
- 10月29日 - 藤井風[77]
- 10月30日 - クレイジーケンバンド
- 11月6日 - 山内惠介（二部制）
- 11月7日 - 山崎育三郎
- 11月11日・12日 - Creepy Nuts
- 11月13日・14日 - 清水翔太
- 11月23日 - go!go!vanillas
- 11月24日・25日 - King Gnu
- 11月29日 - 加藤ミリヤ
- 11月30日 - 第15回「徹子の部屋」コンサート
- 12月02日 - ハロー!プロジェクト
- 12月09日 - アンジュルム
- 12月10日 - Juice=Juice
- 12月14日 - 眉村ちあき
- 12月25日・26日 - UVERworld
- 12月26日 - 渡辺美里
- 12月27日 - MUCC
- 12月28日 - THE YELLOW MONKEY
- 12月29日 - BUCK-TICK

東京ドーム公演
- 1月1日 - Hey! Say! JUMP
- 1月11日 - sora tob sakana
- 2月25日・26日 - Perfume
- 3月3日・4日 - TWICE
- 3月25日 - まふまふ
- 4月4日・5日 - THE YELLOW MONKEY
- 4月9日・10日・11日・12日 - Kis-My-Ft2
- 4月15日・16日 - TWICE
- 4月23日 - SuperM
- 4月25日・26日・27日 - 東方神起
- 5月5日・6日・7日 - 乃木坂46
- 5月19日・20日 - SEVENTEEN
- 5月23日・24日 - RADWIMPS
- 5月30日・31日 - GLAY
- 6月13日・14日 - 亀と山P
- 6月20日・21日 - NEWS
- 9月1日・2日 - BTS
- 9月9日・10日 - SEKAI NO OWARI
- 10月3日・4日 - Kis-My-Ft2
- 10月10日・11日 - Aqours
- 11月3日 - THE YELLOW MONKEY
- 11月11日・12日 - TWICE
- 12月6日・7日 - 日向坂46
- 12月12日・13日・14日 - AAA

横浜アリーナ公演
- 1月4日・5日・6日・7日 - SixTONES（4日以外は二部制）
- 1月9日・10日 - ONE OK ROCK
- 1月11日 - ミオヤマザキ
- 1月19日 - スタプラアイドルフェスティバル〜今宵、シンデレラが決まる〜
- 1月22日 - 超英雄祭 KAMEN RIDER ×SUPER SENTAI LIVE & SHOW 2020
- 1月25日・26日 - GLAY
- 1月29日・30日 - WANIMA
- 2月1日・2日 - MISIA
- 2月4日・5日 - 日向坂46
- 2月8日・9日 - ももいろクローバーZ
- 2月11日 - ナイトメア
- 2月15日・16日 - 米津玄師
- 2月24日 - フレデリック
- 3月1日 - BAD HOP
- 3月7日・8日 - Red Velvet
- 3月29日・30日 - Johnny's World Happy LIVE with YOU（両日二部制）
- 4月1日 - 嵐
- 6月16日・17日・18日・19日・20日・21日 - Johnny's World Happy LIVE with YOU
- 6月25日 - サザンオールスターズ
- 8月8日 - 超特急
- 8月15日・16日 - 和楽器バンド
- 8月27日 - フラワーカンパニーズ
- 9月29日 - ZIGGY
- 11月7日 - THE YELLOW MONKEY
- 11月8日 - バズリズムLIVE 2020
- 11月21日・22日・23日 - RADWIMPS
- 12月18日・19日 - あいみょん
- 12月20日・21日 - UVERworld（両日二部制）

幕張メッセ公演
- 1月11日 - WANDS
- 1月18日・19日 - 雨宮天
- 1月25日・26日 - BABYMETAL
- 1月28日・29日 - 渋谷すばる
- 1月28日・29日 - EXO-SC
- 2月2日 - KING OF PRISM
- 2月8日・9日 - リスアニ!LIVE
- 2月22日・23日 - F6（23日は二部制）
- 2月24日 - FLOW
- 7月16日 - 欅坂46
- 9月12日 - THE MUSIC DAY 〜人はなぜ歌うのか?〜
- 10月24日・25日 - 夏の魔物SPECIAL MAMONOISM
- 11月14日・15日 - 麻倉もも
- 11月21日・22日・23日 - B-PROJECT
- 11月29日 - HoneyWorks
- 12月6日 - King Gnu
- 12月18日・19日・20日 - 初音ミク「マジカルミライ 2020」
- 12月25日 - ミュージックステーション ウルトラSUPER LIVE
- 12月27日・29日・30日・31日 - COUNTDOWN JAPAN 20/21

さいたまスーパーアリーナ公演
- 1月4日・5日 - ミュージカル『刀剣乱舞』
- 1月18日・19日 - ラブライブ!フェス
- 1月25日・26日 - クイーン+アダム・ランバート
- 2月8日・9日 - L'Arc〜en〜Ciel
- 2月11日 - DA PUMP
- 7月25日 - Task have Fun
- 8月23日 - 超ときめき♡宣伝部
- 12月6日 - 水樹奈々
- 12月12日・13日 - あいみょん
- 12月19日・20日 - GLAY

## スポーツ大会のテーマソング
2020年東京オリンピック
- NHK2020ソング（パラリンピックを含む） - 嵐×米津玄師「カイト」
- 〈NHK〉2020応援ソング・東京2020公認プログラム - Foorin「パプリカ」
- 民放共同企画“一緒にやろう2020”応援ソング - 桑田佳祐「SMILE〜晴れ渡る空のように〜」

2020年NHKサッカー
- MAN WITH A MISSION「Change the World」

東京マラソン2020
- イメージソング - HYDE「BELIEVING IN MYSELF」

第37回全農日本カーリング選手権大会
- 大会テーマソング - カーリングシトーンズ「スベり知らずシラズ」[78]

## サブスクリプション解禁
- 1月8日 - 神山羊
- 1月9日 - アニメ『機動戦士ガンダム』シリーズ（547曲）
- 1月22日 - とんねるず
- 2月7日 - 嵐（オリジナルアルバム16作品）[79]
- 2月7日 - 吉川晃司
- 2月21日 - Dragon Ash
- 2月26日 - aiko
- 3月12日 - ツユ
- 3月26日 - 大黒摩季
- 3月26日 - SUPER BEAVER
- 3月27日 - 平井堅
- 4月22日 - PIZZA OF DEATH RECORDS所属バンド（Hi-STANDARD、BBQ CHICKENS、Ken Yokoyama、ASPARAGUS、COMEBACK MY DAUGHTERS、HAWAIIAN6、RAZORS EDGE、ほか32バンド）
- 4月29日 - 蒼井翔太
- 5月1日 - 湘南乃風
- 5月6日 - ハナレグミ、レキシ
- 5月15日 - RADWIMPS
- 5月15日 - ブロッコリー関連楽曲（7作品）
- 5月29日 - 山口百恵
- 6月3日 - センチメンタル・バス
- 6月17日 - ENDRECHERI（3作品）
- 6月17日 - アニメ『さよなら絶望先生』関連楽曲
- 6月24日 - Sound Horizon（11作品）
- 6月24日 - UNISON SQUARE GARDEN（オリジナルアルバムのみ）
- 6月26日 - カーリングシトーンズ
- 6月28日 - datto
- 7月7日 - フレネシ
- 7月8日 - 日本コロムビア落語
- 7月10日 - CAPSULE
- 7月10日 - COLTEMONIKHA
- 7月15日 - MAN WITH A MISSION
- 7月15日 - ENDRECHERI（10作品）
- 7月21日 - 氷室京介
- 7月22日 - 『ヱヴァンゲリヲン新劇場版』関連楽曲
- 7月23日 - 加山雄三
- 7月24日 - フライングドッグ（サンライズ提供作品549曲）
- 8月5日 - 米津玄師（ハチ名義の楽曲も含む）[80][81]
- 8月7日 - SPARKS GO GO
- 8月9日 - 逢田梨香子
- 8月12日 - 花譜[82]
- 8月21日 - 小泉今日子
- 8月28日 - BEAT CRUSADERS（6作品）
- 9月9日 - GRANRODEO
- 10月1日 - アニメ『マクロス』関連作品
- 10月5日 - back number (アルバム『MAGIC』と同作に収録のシングル)
- 10月8日 - 鈴村健一
- 10月16日 - 久保田利伸
- 10月28日 - マヒルノ
- 10月28日 - WANDS（第5期のみ）
- 11月16日 - アニメ『おジャ魔女どれみ』関連作品
- 11月18日 - 田村ゆかり
- 11月18日 - 森進一
- 11月20日 - 中山美穂
- 11月25日 - 世良公則
- 11月25日・12月9日 - アニメ『涼宮ハルヒの憂鬱』関連作品
- 11月25日 - BugLug
- 12月2日 - アニメ『GEAR戦士電童』関連楽曲
- 12月4日 - アニメ『美少女戦士セーラームーン』関連楽曲
- 12月8日 - さくら学院
- 12月9日 - 小倉唯
- 12月21日 - ゲーム『東方Project』関連楽曲
- 12月24日 - アニメ『TIGER & BUNNY』関連楽曲
- 12月25日 - まふまふ（12曲）
- 12月28日 - 映画『西部警察』サウンドトラック

## 主要な賞
| 賞                                   | アーティスト・タイトル                             |
| ------------------------------------ | -------------------------------------------------- |
| ARTIST OF THE YEAR BEST GROUP ARTIST | ONE OK ROCK                                        |
| VIDEO OF THE YEAR                    | BUMP OF CHICKEN「Aurora」（監督:林響太朗）         |
| PEOPLE'S CHOICE                      | UVERworld                                          |
| ALBUM OF THE YEAR                    | THE YELLOW MONKEY「9999」                          |
| SONG OF THE YEAR                     | Official髭男dism「Pretender」                      |
| BEST BREAKTHROUGH ARTIST             | SIRUP                                              |
| BEST MALE ARTIST                     | 米津玄師                                           |
| BEST FEMALE ARTIST                   | あいみょん                                         |
| BEST POP ARTIST                      | aiko                                               |
| BEST ROCK ARTIST                     | King Gnu                                           |
| BEST PUNK/LOUD ROCK ARTIST           | 10-FEET                                            |
| BEST ALTERNATIVE ARTIST              | Suchmos                                            |
| BEST HIP HOP ARTIST                  | Creepy Nuts                                        |
| BEST INTERNATIONAL ARTIST            | ビリー・アイリッシュ                               |
| BEST ACTIVE OVERSEAS                 | Perfume                                            |
| BEST LIVE PRODUCTION                 | サカナクション                                     |
| BEST COLLABORATION                   | 星野源「Same Thing（feat. Superorganism）」        |
| BEST INFLUENTIAL ARTIST              | 星野源                                             |
| BEST NEW VISION                      | GEZAN                                              |
| BEST MUSIC FRIENDS                   | OKAMOTO'S                                          |
| BEST CONCEPTUAL VIDEO                | サカナクション「忘れられないの」（監督:田中裕介）  |
| BEST ANIMATION VIDEO                 | Eve「僕らまだアンダーグラウンド」（監督:依田伸隆） |
| BEST SOUNDTRACK                      | RADWIMPS「天気の子」                               |
| BEST VIDEO DIRECTOR                  | 林響太朗                                           |
| BEST CREATIVE PERSON                 | 常田大希                                           |
| BEST RESPECT ARTIST                  | 東京スカパラダイスオーケストラ                     |

| 賞                                 | アーティスト・タイトル                       | 監督                      |
| ---------------------------------- | -------------------------------------------- | ------------------------- |
| 最優秀邦楽男性アーティストビデオ賞 | 米津玄師「感電」                             | 奥山由之                  |
| 最優秀洋楽男性アーティストビデオ賞 | ザ・ウィークエンド「Blinding Lights」        | Anton Tammi               |
| 最優秀邦楽女性アーティストビデオ賞 | あいみょん「裸の心」                         | 山田智和                  |
| 最優秀洋楽女性アーティストビデオ賞 | デュア・リパ「Break My Heart」               | Henry Scholfield          |
| 最優秀邦楽グループビデオ賞         | Official髭男dism「I LOVE...」                | 新保拓人                  |
| 最優秀洋楽グループビデオ賞         | BTS「Dynamite」                              | Yong Seok Choi [Lumpens]  |
| 最優秀邦楽新人アーティストビデオ賞 | マカロニえんぴつ「恋人ごっこ」               | 井樫彩                    |
| 最優秀洋楽新人アーティストビデオ賞 | ドージャ・キャット「Say So」                 | Hannah Lux Davis          |
| 最優秀ロックビデオ賞               | King Gnu「どろん」                           | OSRIN/Margt               |
| 最優秀オルタナティブビデオ賞       | millennium parade「Fly with me」             | Shu Sasaki×Yuhei Kanbe    |
| 最優秀ポップビデオ賞               | Little Glee Monster「足跡」                  | 大久保拓朗                |
| 最優秀R&Bビデオ賞                  | 藤井風「何なんw」                            | Chris Rudz                |
| 最優秀ヒップホップビデオ賞         | Creepy Nuts「かつて天才だった俺たちへ」      | 永田俊 / 山本広司         |
| 最優秀ダンスビデオ賞               | NiziU「Make you happy」                      | Kim Youngjo, Yoo Seungwoo |
| 最優秀コラボレーションビデオ賞     | LiSA「play the world! feat.PABLO」           | 田辺秀伸                  |
| 最優秀アートディレクションビデオ賞 | GENERATIONS「One in a Million -奇跡の夜に-」 | 箱守惠輔                  |
| 最優秀撮影賞                       | BiSH「LETTERS」                              | くろやなぎてっぺい        |
| 最優秀振付け賞                     | 日向坂46「青春の馬」                         | 白石剛浩                  |
| 最優秀アーティスト賞               | 常田大希                                     |                           |
| 最優秀楽曲賞                       | YOASOBI「夜に駆ける」                        |                           |
| 最優秀アルバム賞                   | BABYMETAL「METAL GALAXY」                    |                           |
| MTV Breakthrough Song              | 瑛人「香水」                                 |                           |
| Best Buzz Award                    | DISH//                                       |                           |
| Rising Star Award                  | JO1                                          |                           |
| Inspiration Award Japan            | E-girls                                      |                           |

## メジャーデビュー

### 1月
- 1月7日 - 片寄涼太「Possible」（ソロデビュー）
- 1月8日 - 木村拓哉「Go with the Flow」（ソロデビュー）[84]
- 1月8日 - 荒井麻珠「Find MySelf!」（CDデビュー）
- 1月10日 - yukaDD(;´∀`)「Carry On」[85]
- 1月15日 - 輝夜月「XXX」（CDデビュー）[86]
- 1月15日 - 神戸奏汰「ひたむき」[87]
- 1月15日 - TOMORROW X TOGETHER「MAGIC HOUR」（日本デビュー）
- 1月15日 - ニノミヤユイ「愛とか感情」（CDデビュー）[88]
- 1月15日 - FAITH「Capture it」[89]
- 1月15日 - 森七菜「カエルノウタ」[90]
- 1月15日 - RUN THE FLOOR「THE 4CE」（CDデビュー）[91]
- 1月22日 - ECHOLL / Rayons「サヨナラまでの30分」[92]
- 1月22日 - 角銅真実「oar」[93]
- 1月22日 - CY8ER「東京」[94]
- 1月22日 - SixTONES/Snow Man「Imitation Rain/D.D.」（同時デビュー）[95]
- 1月22日 - 鈴木愛奈「ring A ring」
- 1月22日 - 青春高校3年C組「君のことをまだ何にも知らない」
- 1月22日 - XIIX「White White」
- 1月22日 - Natural Lag「ナチュラルストーリー」
- 1月22日 - Foorin team E「Paprika」（CDデビュー）
- 1月22日 - Liyuu「Magic Words」
- 1月22日 - Lefty Hand Cream「1LDK」
- 1月29日 - 上原りさ「はみがきジョーズ/ベイビーシャーク」
- 1月29日 - きつね×EXIT「L.O.K.F」
- 1月29日 - 熊田茜音「Sunny Sunny Girl◎」
- 1月29日 - ネクライトーキー「ZOO!!」
- 1月29日 - 和氣あず未「ふわっと/シトラス」

### 2月
- 2月5日 - 青山新「仕方ないのさ」
- 2月6日 - MA55IVE THE RAMPAGE「Determined」
- 2月11日 - THIS IS JAPAN「Not Youth But You」
- 2月12日 - NATURE「I'm So Pretty -Japanese ver.-」（日本デビュー）
- 2月12日 - VTuber可憐「SONG LETTER 〜大好きなお兄ちゃんへ〜」
- 2月19日 - 恋ステバンド「Lilac」「テレパシー/Hello〜2020〜」
- 2月19日 - SiriuS「MY FAVORITE THINGS」
- 2月19日 - 鶯籠「FLY HIGHER AGAIN」
- 2月19日 - なんキニ!「なないろダイアリー/トマドイオーバーチュア」
- 2月19日 - ハンブレッダーズ「ユースレスマシン」
- 2月19日 - ROVIN×Buddy「The Outer Worlds」
- 2月26日 - 大塚紗英「アバンタイトル」[96]
- 2月26日 - カナメとハルキー「Journey to U」
- 2月26日 - 煌めき☆アンフォレント「新宇宙±ワープドライブ」
- 2月26日 - THE KEBABS「THE KEBABS」
- 2月26日 - 林青空「出航日和」
- 2月26日 - まいきち「どこでもスタート」[97]
- 2月28日 - 821「WHO」

### 3月
- 3月4日 - JO1「PROTOSTAR」
- 3月4日 - 秋山黄色「From DROPOUT」
- 3月4日 - 神山羊「群青」[98][99][100]
- 3月4日 - KALMA(改名&メジャーデビュー)「TEEN TEEN TEEN」
- 3月4日 - マコティック「小さな宝物へ〜may your days be〜/たったひとつキスして」
- 3月4日 - めいちゃん「大迷惑」
- 3月4日 - レルエ「Eureka」
- 3月4日 - MIZU「水色」 (CDデビュー)[101]
- 3月6日 - フィロソフィーのダンス「サピオセクシャル」[102]
- 3月11日 - 借りてきた○○「Bypass」
- 3月11日 - くろくも「Bloom」
- 3月11日 - みぎてやじるし ひだりてはーと「また、すぐ会えるよね。」（CDデビュー）
- 3月16日 - 大野雄大「この曲のせい〜大野雄大アカペラ ver.〜」
- 3月16日 - 工藤大輝「Hello (BEST TOUR ver.)」
- 3月17日 - ねお「プチアガール」
- 3月18日 - 泉谷閑示「忘れられし歌 Ariettes Oubliees」
- 3月18日 - Sundayカミデ「僕の才能」
- 3月18日 - Stray Kids「SKZ2020」（日本デビュー）
- 3月18日 - Dr.SWAG「STILL RUN」
- 3月18日 - HORIKEN「徒花は咲いたか」
- 3月18日 - 真っ白なキャンバス「桜色カメラロール」
- 3月18日 - 吉田広大「-0(ゼロ)-」
- 3月25日 - EXIT「EXSID」（CDデビュー）
- 3月25日 - 井原Sango「古い写真」
- 3月25日 - King&President「社長やっちゃったよ/論拠を示せ」
- 3月25日 - ねもぺろ from でんぱ組.inc「しゅきしゅきしゅきぴ♡がとまらないっ…!」
- 3月25日 - 樋口楓「MARBLE」
- 3月25日 - ヤなことそっとミュート「Afterglow/beyond the blue」
- 3月25日 - 工藤晴香「KDHR」

### 4月
- 4月1日 - 朝倉さや「古今唄集〜Future Trax BEST〜」
- 4月1日 - King of Ping Pong「FAKE MOTION」
- 4月1日 - GO TO THE BEDS & PARADISES from GANG PARADE「G/P」
- 4月1日 - REVERBEE「Satisfaction」[103]
- 4月3日 - Daiki Tsuneta「N.HOOLYWOOD CMPILEIN NEW YORK COLLECTION」
- 4月6日 - H-el-ical//「Altern-ate-」[104]
- 4月7日 - Pretty Ash「アイデンティティ」
- 4月8日 - ACE COLLECTION「L.O.V.E.」[105][106][107][108]
- 4月8日 - Shohei Takagi Parallela Botanica「Triptych」（ソロデビュー）
- 4月8日 - 手羽先センセーション「行く先、手羽先」
- 4月8日 - 西片梨帆「海はビア」
- 4月8日 - BUZZ-ER.「サクラエビデンス」
- 4月8日 - BLUES DRIVER「大嫌いで、本当に最低で」
- 4月14日 - GOBLIN LAND「KANSAI STAR」
- 4月15日 - WAЯROCK「The Declarer 〜An it harm none, do what ye will.〜」（CDデビュー）
- 4月15日 - 小澤ちひろ「きゅきゅきゅ」
- 4月15日 - 俺「薔薇ード」
- 4月15日 - ストロボサイダー「シャンパンブルー」
- 4月15日 - yonawo「LOBSTER」（CDデビュー）
- 4月22日 - タカ&ロザンナ「関係ない」
- 4月22日 - どんぐりず「jumbo」
- 4月22日 - ひかりのなかに「トーキョー最前線」
- 4月22日 - petit fleurs「premiere fleurs」
- 4月22日 - millennium parade「Fly with me」
- 4月29日 - all at once「12cm」
- 4月29日 - 福田翔「ともだちの花」
- 4月29日 - MABU「BRIGHTEST DOPE」（CDデビュー）

### 5月
- 5月13日 - 諏訪ななか「So Sweet Dolce」
- 5月13日 - The Hey Song「New Horizon」（CDデビュー）
- 5月13日 - B.O.L.T「足音」
- 5月13日 - Rain Drops「シナスタジア」
- 5月15日 - MILGRAM「アンダーカバー」
- 5月20日 - 馬道まさたか「YELL!」
- 5月20日 - KEi「ミライCool!!」
- 5月20日 - TAEYO「ASHURA」
- 5月20日 - 藤井風「HELP EVER HURT NEVER」（CDデビュー）
- 5月20日 - BLUES DRIVER「BLUES DRIVER」（CDデビュー）
- 5月20日 - Maica_n「Unchained」
- 5月22日 - りりあ。「浮気されたけどまだ好きって曲」
- 5月27日 - KEIKO「命の花/Be yourself」（ソロデビュー）
- 5月27日 - GENIC「GENEX」
- 5月27日 - SETA「しかくい涙」
- 5月27日 - Morfonica「Daylight -デイライト-」[109][110]
- 5月27日 - DJクマーバ「トイレいけるかな?」
- 5月29日 - Enon Kawatani「STAY HOME」（ソロデビュー）[111]

### 6月
- 6月3日 - ERROR「TRIGGER」
- 6月10日 - ZAMB「Love Satisfaction」
- 6月10日 - SUPER BEAVER「ハイライト/ひとりで生きていたならば」（再デビュー）[112]
- 6月24日 - 空音「19FACT」
- 6月24日 - @onefive「まだ見ぬ世界」（CDデビュー）
- 6月30日 - NiziU「Make you happy」（プレデビュー）

### 7月
- 7月1日 - 8bitBRAIN「Under the weather」
- 7月1日 - ハラミちゃん「ハラミ定食〜Streetpiano Collection〜」
- 7月1日 - ゆある「アスノヨゾラ哨戒班」
- 7月8日 - Mom「21st Century Cultboi Ride a Sk8board」
- 7月15日 - Awich「Shook Shook」
- 7月15日 - TAEYO「ORANGE」（CDデビュー）
- 7月21日 - 神はサイコロを振らない「泡沫花火」
- 7月22日 - JUQI「Bye again」
- 7月22日 - DEEP SQUAD「Get With You」
- 7月24日 - Dos Monos「Dos Siki」
- 7月29日 - THIS IS JAPAN「new world」（CDデビュー）
- 7月30日 - しおんあい「RISE」

### 8月
- 8月2日 - うつけ坂49「黒い小姓」
- 8月5日 - kobore「風景になって」[113]
- 8月5日 - 夜韻-Yoin-「Seafloor」
- 8月9日 - 優里「ピーターパン」
- 8月12日 - Twenty★Twenty「smile」
- 8月12日 - 平山カンタロウ「キミと歯のうた」
- 8月12日 - まらしぃ「青く駆けろ! feat.初音ミク、MEIKO、ミライアカリ、YuNi、富士葵、星乃一歌」
- 8月17日 - Novelbright「Sunny drop」[114][115][116][117][113]
- 8月19日 - L.B.バービーズ「お願い!マスター」
- 8月19日 - 楠木ともり「ハミダシモノ」
- 8月19日 - 森崎ウィン「PARADE」（ソロデビュー）
- 8月21日 - Awich「Partition」（CDデビュー）
- 8月22日 - 名無（Namu）[118]「DIscord」
- 8月26日 - Attractions「POST PULP」
- 8月26日 - 小山田壮平「THE TRAVELING LIFE」（ソロデビュー）
- 8月26日 - キタニタツヤ「DEMAGOG」
- 8月26日 - ザ・リーサルウェポンズ「半額タイムセール」
- 8月26日 - 佐藤ミキ「A KA SA TA NA」(プレデビュー)

### 9月
- 9月2日 - ALI「MUZIK CITY (feat.なみちえ, Alonzo & 6B)」
- 9月2日 - 清原果耶「今とあの頃の僕ら」
- 9月2日 - 花房真優「call for love」
- 9月2日 - ペンギンラッシュ「皆空色」
- 9月9日 - ARCANA PROJECT「カンパネラ響く空で」
- 9月9日 - Gorilla Attack「GORILLA CITY」
- 9月9日 - N/A「NO GOOD」
- 9月16日 - 最終定理論者「ぜんぶ嘘です。」
- 9月18日 - Hi Cheers!「ソーダ水はたいへん気持ちのよいものでした。」
- 9月23日 - おはスタALLSTARS「明日をつくろう」
- 9月23日 - 降幡愛「Moonrise」
- 9月23日 - ズーカラデル「がらんどう」
- 9月23日 - 西片梨帆「彼女がいなければ孤独だった」（CDデビュー）
- 9月23日 - 牧島輝「Only one more rendezvous」
- 9月30日 - OWV「UBA UBA」
- 9月30日 - 西川くんとキリショー「1・2・3」
- 9月30日 - BRATS「Karma」
- 9月30日 - みるきーうぇい「僕らの感情崩壊音」
- 9月30日 - lovely²「○×△ 〜まる・ばつ・さんかく〜」

### 10月
- 10月2日 - NiL「Blowing」
- 10月2日 - 伶「Call Me Sick/こんな世界にしたのは誰だ」（ソロデビュー）
- 10月3日 - The Ravens「Golden Angle」
- 10月7日 - 月ノ美兎「それゆけ!学級委員長」[119]
- 10月7日 - 西山宏太朗「CITY」
- 10月7日 - The 4th (Ryu☆ & kors k)「Force of The 4th」
- 10月7日 - 豆柴の大群「サマバリ」
- 10月7日 - Ryohu「The Moment」
- 10月8日 - Beatcats「Beatcats」
- 10月9日 - 50PA「時を戻そう」
- 10月16日 - 瑛人「ライナウ」[120]
- 10月16日 - ぜったくん「Midnight Call feat.kojikoji」
- 10月16日 - Novel Core「SOBER ROCK」
- 10月21日 - 上田堪大「ブルーキャットエレジー」
- 10月21日 - 空白ごっこ「A little bit」
- 10月21日 - GEMS COMPANY「precious stones」[121]
- 10月21日 - 名古屋ギター女子部「Re:POP」[122]
- 10月21日 - 松本都「カルトピア」
- 10月21日 - Mr.Parka jr. feat.Dr.Turtleneck「Mr.Parka jr.」
- 10月21日 - yama「真っ白」
- 10月23日 - Ado「うっせぇわ」
- 10月27日 - ちゃあはん「オレンジ (時をかけるバンドVer.)」
- 10月28日 - ウルトラ寿司ふぁいやー「future」
- 10月28日 - 玉名ラーメン「What we 貫」

### 11月
- 11月4日 - マカロニえんぴつ「愛を知らずに魔法は使えない」[123][113]
- 11月6日 - LMYK「Unity」
- 11月11日 - ORβIT「00」
- 11月11日 - CHISA「Between The Lines」
- 11月12日 - ヴァンゆん「ラ・ラ・ランデヴー!」
- 11月13日 - 映秀。「残響」
- 11月15日 - はてな「夢?」
- 11月16日 - Hakubi「アカツキ」
- 11月18日 - ATOMIC POODLE「MONSTAR」
- 11月18日 - しなの椰惠「世間知らず」
- 11月18日 - 珠麟-しゅりん-「真っ白。」
- 11月18日 - MindaRyn「BLUE ROSE knows」
- 11月18日 - シナモロール「ふれーふれーがんばれー! / しあわせのラベル」[124]
- 11月20日 - VIGORMAN「ROKUDENASHI」
- 11月25日 - ANFiNY「僕らの夢」
- 11月25日 - 梶原岳人「A Walk」[125]
- 11月25日 - Damian Hamada's Creatures「旧約魔界聖書 第I章」（ソロデビュー）
- 11月25日 - FOMARE「Grey」[113]
- 11月25日 - Ryohu「DEBUT」（CDデビュー）
- 11月27日 - りりあ。「蛙化現象に悩んでる女の子の話。」

### 12月
- 12月2日 - 円神-エンジン-「ENJIN」[126]
- 12月2日 - KEIKO「Lantana」（CDデビュー）
- 12月2日 - 佐藤ミキ「名もない花」
- 12月2日 - Neontetra セイカ「時の旅人 〜令和ゆかりの地・太宰府のうた〜」
- 12月2日 - NiziU「Step and a step」（正式デビュー）
- 12月9日 - Non Stop Rabbit「爆誕 -BAKUTAN-」[127][128][129][130][53][131][132][133][134][113]
- 12月9日 - 櫻坂46「Nobody's fault」
- 12月9日 - チコ村民生と江戸川オールスターズ「叱られたい!」
- 12月9日 - リュックと添い寝ごはん「neo neo」[135][113]
- 12月9日 - 羊文学「POWERS」[136]
- 12月9日 - Tempalay「EDEN」[137]
- 12月16日 - INNOSENT in FORMAL「INNOSENT 2〜How to spend the night〜」
- 12月16日 - 大平峻也「はじまりの詩」
- 12月16日 - はてな「夢?」（CDデビュー）
- 12月18日 - FantasticYouth「真刀勝負」
- 12月23日 - Kotone「PUNISHMENT」
- 12月23日 - SHARE LOCK HOMES「パリ↓↑パニ」
- 12月23日 - Jhonatan「So Far Gone」
- 12月23日 - 中島由貴「Chapter Ⅰ」[138][139]
- 12月23日 - 夜韻-Yoin-「青く冷たく」（CDデビュー）
- 12月24日 - Slip「Cuz I」
- 12月25日 - 粉ミルク「メザメ」
- 12月25日 - 平手友梨奈「ダンスの理由」（ソロデビュー）
- 12月29日 - 咲乃奈緒「ハチャメチャwonderパレード」

### 時期未定
- リナ・サワヤマ（4月→未定）

## 結成

### アイドル
- iLiFE!
- Awww!
- 青空のプラネタリウム
- AKIARIM
- 朝ぼらけの紅色は未だ君のうちに壊れずにいる
- INUWASI
- WOOAH（woo!ah!）
- WEi
- Weeekly
- aespa
- MCND
- ENHYPEN
- 狐音日和
- 希望の証
- Qnto syrup
- CRAVITY
- GHOST9
- さよならステイチューン
- SECRET NUMBER
- CIGNATURE
- STARRY PLANET☆
- Stand-Up!Next!
- situasion
- シャニムニ＝パレード
- #ジューロック
- すーぱープーばぁー!!
- STARRY PLANET☆
- Stand-Up!Next!
- STAYC
- STRAY SHEEP CLAYMORE
- スマートオブジェクト.
- SLEE
- DKB
- 食べさせて! Cherry Party
- TOO
- TOKYOてふてふ
- 夢∞NITY
- DRIPPIN
- ＃212
- NiziU[140]
- NIK
- NELN
- PURPLE KISS
- 花いろは from ワンダーウィード
- ＃ババババンビ
- BAE173
- BXW
- BTOB 4U
- Peel the Apple
- P1Harmony
- 向日葵プリンセス
- Boom Trigger
- BLACKSWAN
- FRUN FRIN FRIENDS
- Baby Blue
- ベイビーポッパー
- ぼくはまだしなない
- BOCCHI。
- MAGICOUR
- MANACLE
- やよいももこ
- リリスリバース
- LUNARSOLAR
- REDSQUARE
- ワンダーブリード
- ワンダーウィード天

### バンド・音楽グループ・音楽ユニット
- H&D
- ERROR
- En'Cell〜Dis'Dein
- 円神-エンジン-
- OWV
- ORβIT
- Qace
- 神奈川県央管弦楽団
- GIDONGDAE
- giv strange car
- Quarter Century
- Ku-Wa de MOMPE
- KOUGU維新
- SEESAW
- CiELO
- THE SAVAGE
- Strangecolorlessness
- WST
- TAWAKE
- 月詠み
- 適正手続きの保障
- KnightA-騎士A-
- NVRLND
- Her knuckle
- Hi Cheers!
- BUGVEL
- BUDDiiS
- B-Loved
- ヒルネ逃避行
- BIN
- Boom Trigger
- BLUES DRIVER
- BABY FIRST
- ボドム・アフター・ミッドナイト
- Morfonica
- LAUSBUB
- Rain Drops
- Wasabi

## 活動再開・再結成
- 1月1日 - 東京事変
- 1月23日 - IZ*ONE
- 2月11日 - NIGHTMARE
- 2月19日 - THE CRAZY RIDER 横浜銀蝿 ROLLING SPECIAL 40th[141]
- 2月19日 - 濱岸ひより（日向坂46）
- 2月24日 - LOCAL SOUND STYLE
- 2月25日 - スケボーキング
- 2月27日 - Aureole
- 2月28日 - SUIKEN（ソロ活動）
- 3月11日 - プー・ルイ(ソロ活動)
- 3月13日 - SUNNY CAR WASH
- 3月17日 - UNDER17
- 3月18日 - LINDBERG
- 3月21日 - CRAZY N' SANE
- 4月1日 - DOES
- 4月1日 - MARQUEE BEACH CLUB
- 4月10日 - クリス・ハート
- 4月19日 - Buzz72+
- 4月24日 - 聖飢魔II
- 4月27日 - 平川地一丁目
- 4月 - LOOP H☆R
- 5月17日 - ボールズ
- 5月26日 - 影山優佳（日向坂46）
- 5月26日 - ヴァンデンバーグ
- 5月29日 - NOCTURNAL BLOODLUST
- 6月1日 - ν (NEU)
- 6月17日 - SOUL SCREAM
- 6月20日 - marble
- 6月22日 - 12012
- 7月21日 - Eins:Vier
- 8月12日 - 松島聡（Sexy Zone）
- 9月20日 - 蜜
- 9月25日 - 近代鋏団 featuring 濱田マリ（from モダンチョキチョキズ）
- 10月7日 - FAKE TYPE.
- 12月17日 - YOMOYA

## 活動休止・解散・引退予定

### 活動休止
- 1月13日 - LADYBABY
- 1月25日 - グッドモーニングアメリカ
- 2月24日 - 倉岡水巴（22/7）（ - 9月20日）
- 2月28日 - 太田遥香（アンジュルム）
- 2月29日 - 酒井参輝（己龍）
- 3月8日 - 天晴れ!原宿
- 3月16日 - NECRONOMIDOL
- 3月21日 - 空中分解 feat.アンテナガール
- 3月21日 - パクスプエラ
- 3月30日 - 岩本照（Snow Man）（自粛）（ - 7月1日）
- 3月31日 - MONSTER TAI-RIKU
- 4月4日 - Fullfull Pocket
- 4月10日 - PEACE$TONE
- 5月1日 - あいくれ
- 5月31日 - カレッジ・コスモス
- 7月8日 - Mrs. GREEN APPLE
- 7月12日 - Shinya（Crystal Lake）
- 7月13日 - KissBee
- 7月19日 - ZOC（ - 8月30日）
- 8月4日 - BOYS AND MEN（ - 8月13日）
- 8月10日 - ぜんぶ君のせいだ。
- 9月8日 - 土田拓海（BOYS AND MEN）
- 9月8日 - BAROQUE
- 9月25日 - 直井由文 (BUMP OF CHICKEN)[33]
- 9月25日 - NILKLY
- 10月8日 - 小片リサ（つばきファクトリー）
- 10月9日 - ぺけたん (フィッシャーズ)[142][143]
- 10月13日 - 欅坂46
- 10月16日 - Novelbright (10月中)
- 10月17日 - ジョンヨン（TWICE）
- 10月22日 - 谷口鮪（KANA-BOON）
- 10月23日 - MIIHI（NiziU）[144]（ - 12月25日）
- 10月25日 - ナアユ（WAgg）
- 10月27日 - 在日ファンク
- 10月28日 - その名はスペィド
- 10月28日 - NILKLY
- 10月29日 - 安本彩花（私立恵比寿中学）
- 10月31日 - COLOR CREATION
- 10月31日 - グローバルシャイ
- 11月15日 - 星野みちる
- 11月17日 - 近藤真彦
- 12月2日 - マリウス葉（Sexy Zone）[145]
- 12月20日 - 芹奈（Little Glee Monster）
- 12月22日 - 佐藤龍我（美 少年）
- 12月23日 - Brian the Sun
- 12月30日 - ひろせひろせ（フレンズ）
- 12月31日 - 嵐[146]
  - 大野智（芸能活動）
- 12月31日 - AAA

### 解散
- 1月5日- uijin
- 1月6日 - X1
- 1月19日 - TRANSPARENTZ
- 1月31日 - MADE
- 2月8日 - 染脳ミーム
- 2月11日 - 絶対直球女子!プレイボールズ
- 2月16日 - みそっかす
- 2月16日 - monogatari
- 2月17日 - Ladies' Code
- 2月24日 - avandoned
- 2月24日 - Party Rockets GT[147]
- 2月 - 閃光プラネタゲート
- 3月21日 - Salley
- 3月26日 - HAMIDASYSTEM
- 3月27日 - PRIZMAX[148]
- 3月30日 - こぶしファクトリー[149]
- 4月26日 - はちみつロケット
- 4月 - Rollo and leaps
- 5月3日 - (M)otocompo
- 5月24日 - CANTA
- 5月29日 - LEZARD
- 5月30日 - REIGN
- 6月3日 - カメトレ
- 6月5日 - ニホンジン
- 6月17日 - フェアリーズ
- 6月19日 - テゴマス（事実上の解散）
- 6月30日 - シャムキャッツ
- 8月8日 - PiiiiiiiN
- 8月16日 - ハコイリ♡ムスメ（4月11日予定→延期[150]）
- 8月21日 - キミイロプロジェクト
- 8月30日 - Blu-BiLLioN
- 9月5日 - Mr.Nuts
- 9月6日 - sora tob sakana
- 9月30日 - ENGAG.ING
- 9月30日 - バレーボウイズ
- 10月10日 - UMEILO
- 10月24日 - I.D.And Fly LooM
- 10月17日 - amiinA（5月3日予定→延期）[151]
- 10月31日 - CARRY LOOSE
- 12月1日 - CIRRRCLE
- 12月23日 - 東京カランコロン（6月17日予定→延期）
- 12月25日 - raymay
- 12月26日 - レペゼン地球
- 12月27日 - FEEDWIT
- 12月28日 - E-girls[152][153]
- 12月28日 - スダンナユズユリー
- 12月30日 - IVOLVE
- 12月30日 - グループ魂
- 12月31日 - GHEEE
- 12月31日 - gugudan
- 12月31日 - やなわらばー[154]

### 引退
- 1月17日 - 小島ノエ（元There There Theres）
- 4月30日 - 岡井千聖（元℃-ute）
- 6月1日 - 渡辺麻友（元AKB48）[155]
- 6月17日 - 井上理香子（フェアリーズ）
- 9月8日 - 怜（BAROQUE）
- 9月27日 - カイ（There There Theres）
- 10月21日 - 坂上弘
- 12月26日 - YA/NA（ZEPPET STORE）

### 脱退（卒業）
- 1月6日 - 宮原颯、本多響平（MOSHIMO）
- 1月11日 - 花咲なつみ、都塚寧々、三原海、椋本真叶、成瀬ゆゆか（tipToe.）[156]
- 1月11日 - 田中菜津美（HKT48）
- 1月12日 - 小西杏優（転校少女*）
- 1月13日 - ちばぎん（神聖かまってちゃん）[157]
- 1月15日 - 朝長美桜（HKT48）
- 1月23日 - 平手友梨奈、織田奈那、鈴本美愉（欅坂46）[158]
- 1月30日 - S-WORD（NITRO MICROPHONE UNDERGROUND）
- 1月31日 - 板垣瑞生、宮世琉弥（M!LK）
- 2月1日 - ウエノハラ（しなまゆ）
- 2月1日 - 田村夢希（パノラマパナマタウン）
- 2月1日 - 矢作萌夏（AKB48）
- 2月9日 - SAMBU（NAMBA69）
- 2月11日 - 田中仁太（climbgrow）
- 2月14日 - sapoto（jealkb）
- 2月16日 - 山崎みいわ（DEAR KISS）
- 2月20日 - ハルナ・バッ・チーン（GANG PARADE）
- 2月22日 - 深川舞子（HKT48）
- 2月27日 - チャンシマ（Have a Nice Day!）サポート終了
- 2月29日 - ファビエンヌ猪苗代（キノコホテル）
- 2月29日 - 福田佑亮（超特急）
- 3月1日 - 西園みすず、木下綾菜、小林弥生、新原聖生、野田真実（さんみゅ〜）
- 3月7日 - 河野晴日（ジュノン・スーパーボーイ・アナザーズ）
- 3月8日 - 成実みく（天晴れ!原宿）
- 3月14日 - ナカムラリョウ（POLYSICS）
- 3月14日 - 藤本ばんび（ときめき♡宣伝部）
- 3月16日 - 柿崎李咲、今泉怜、みしぇる（NECRONOMIDOL）
- 3月21日 - TAKE（OLEDICKFOGGY）
- 3月22日 - 高倉萌香（NGT48）
- 3月22日 - Tatsuya（locofrank）
- 3月22日 - 室田瑞希（アンジュルム）
- 3月25日 - 磯貝花音（STU48）
- 3月25日 - バトシン、志村禎雄、田中理来、木津つばさ、安井一真、大隅勇太（XOX）
- 3月28日 - $EIGO（ヒステリックパニック）
- 3月28日 - 千ヶ崎学、楠均、田村玄一、弓木英梨乃（KIRINJI）
- 3月30日 - 月足天音（HKT48）
- 3月30日 - 井口眞緒（日向坂46）
- 3月31日 - 長沢菜々香（欅坂46）
- 3月31日 - 佐々木琴子（乃木坂46）
- 3月 - kubota（JiLL-Decoy association）
- 4月4日 - 若菜元貴（ジュノン・スーパーボーイ・アナザーズ）
- 4月4日 - 桜司爽太郎、香月大弥（ラストアイドル）
- 4月5日 - 山田まひろ、加藤ひまり（ラストアイドル）
- 4月19日 - 小日向麻衣（ナナランド）
- 4月23日 - 上原わかな（転校少女*）
- 4月26日 - 藤宮コマチ（グーグールル）
- 4月27日 - 井上小百合（乃木坂46）
- 4月30日 - 麦田ひかる（真っ白なキャンバス）
- 4月30日 - 西垣有彩（ばってん少女隊）
- 5月1日 - ヒロクサマ（あいくれ）
- 5月7日 - 山田南実（Pimm's）
- 5月10日 - 渡辺楓（STARMARIE）
- 5月10日 - リアド偉武（BIGMAMA）
- 5月22日 - カミヤサキ（GANG PARADE）
- 5月24日 - 栗田麻理、新谷真由（Pimm's）
- 5月30日 - アベマコト（挫・人間）
- 5月31日 - マサ☆吉永、オカウチポテト（ザ・たこさん）
- 5月31日 - 緒方龍一（w-inds.）
- 6月8日 - イム・ヨンミン（AB6IX）
- 6月12日 - ミソニー（MIGMA SHELTER）
- 6月18日 - 佐藤将文（UNCHAIN）
- 6月19日 - 手越祐也（NEWS）
- 6月19日 - 田村玄一（KIRINJI）
- 6月20日 - TAMA（MIMIZUQ）
- 6月25日 - Mr,Donuld Betch（FABLED NUMBER）
- 6月29日 - 天羽希純（READY TO KISS）
- 6月29日 - 小林莉奈（NMB48）
- 6月30日 - 清水天規（祭nine.）
- 6月30日 - 白鳥白鳥（二丁目の魁カミングアウト）
- 7月1日 - 中原鉄也（ROTH BART BARON）
- 7月2日 - 汐碇真也（Yap!!!）
- 7月8日 - 戦慄かなの（ZOC）
- 7月17日 - 草歌部宙（風男塾）
- 7月22日 - 赤坂真之介（2）
- 7月25日 - 碓氷みお（エピねスタ）
- 8月1日 - かほ（東京初期衝動）
- 8月2日 - 巴奎依（A応P）
- 8月10日 - 一十三四、凪あけぼの（ぜんぶ君のせいだ。）
- 8月28日 - ユキエ（Awesome City Club）
- 8月28日 - 河野啓三（T-SQUARE）
- 8月30日 - 藤平華乃、吉田爽葉香、有友緒心、森萌々穂（さくら学院）
- 8月31日 - 川本紗矢（AKB48）
- 9月1日 -こあ（raymay）
- 9月4日 - DRI-V、ATSUSHI（Dragon Ash）
- 9月12日 - ユウドット・com（WAgg）
- 9月19日 - 健一（MERRY）
- 9月24日 - 布谷梨琉、井上美優、塩原香凜（AKB48 Team 8）
- 9月25日 - 平澤芽衣（NILKLY）
- 9月27日 - 沢口愛華（dela）
- 9月27日 - 山本花織（CROWN POP）
- 9月30日 - ひなこ（BRATS）
- 9月30日 - 林優菜（青春高校3年C組）
- 9月30日 - 石森虹花（欅坂46）
- 9月30日 - ましろましろ（ぜんぶ君のせいだ。）
- 10月6日 - 前川知子（ナードマグネット）
- 10月13日 - 佐藤詩織（欅坂46）
- 10月17日 - 中尾憲太郎（浅井健一 & THE INTERCHANGE KILLS）
- 10月20日 - ようなぴ（ゆるめるモ!）
- 10月24日 - 田中柊斗（青春高校3年C組）
- 10月25日 - 中田花奈（乃木坂46）
- 10月28日 - 白石麻衣（乃木坂46）[159]
- 10月31日 - 八月ちゃん（おやすみホログラム）
- 11月1日 - たけうちひより、ジョー（ひかりのなかに）
- 11月1日 - mura☆jun（FLOWER FLOWER）
- 11月3日 - 浅野杏奈、清水ひまわり、小山リーナ（マジカル・パンチライン）
- 11月3日 - 悪魔貴族・ワンダー久道（スキッツォイドマン）
- 11月10日 - Mako-Albert（FABLED NUMBER）
- 11月14日 - 近藤沙瑛子（FES☆TIVE）
- 11月22日 - Shinya（Crystal Lake）
- 11月29日 - 二條満月、茉井良菜（煌めき☆アンフォレント）
- 12月9日 - 船木結（アンジュルム）
- 12月10日 - 楠均、千ヶ崎学、弓木英梨乃（KIRINJI）
- 12月10日 - 宮本佳林（Juice=Juice）
- 12月12日 - 悠木うた（tipToe.）
- 12月14日 - JaY（摩天楼オペラ）
- 12月14日 - 琴平萌花（開歌-かいか-）
- 12月17日 - 古川小夏、森咲樹、佐保明梨、新井愛瞳（アップアップガールズ（仮））
- 12月20日 - 柳沢あやの（グーグールル）
- 12月21日 - 吉田朱里（NMB48）
- 12月22日 - 山田寿々（NMB48）
- 12月26日 - YA/NA（ZEPPET STORE）
- 12月26日 - 涌嶋茜（青春高校3年C組）
- 12月27日 - 安藤笑（Jewel☆Ciel）
- 12月27日 - 片岡未優（虹のコンキスタドール）
- 12月27日 - 松原大地（DENIMS）
- 12月27日 - ヤノアリト（SuiseiNoboAz）
- 12月28日 - 桜井美里（ukka）
- 12月29日 - シライシコウジ（YOUR SONG IS GOOD）
- 12月30日 - AYAMI、ARISU、MIKU、AOI（IVOLVE）
- 12月30日 - 竹家千十郎（LONE）
- 12月31日 - 石丸千賀（SUPER☆GiRLS）
- 12月31日 - 朝日花奈（ラストアイドル）
- 12月31日 - 中村守里（ラストアイドル）
- 12月31日 - カルロス・尾崎（GEZAN）
- 12月31日 - 浦上拓也（祭nine.）
- 2020年内の予定から延期
  - 峯岸みなみ（AKB48）4月2日予定→2021年5月22日
  - 高柳明音（SKE48）3月15日予定→2021年4月30日
  - 宮下舞花（放課後プリンセス）

## 逮捕
| 逮捕日   | 氏名（所属グループ名等）       | 逮捕容疑（経過、判決等）                                                |
| -------- | ------------------------------ | ----------------------------------------------------------------------- |
| 2月13日  | 槇原敬之                       | 覚醒剤取締法違反・医薬品医療機器法違反容疑（懲役2年、執行猶予3年）      |
| 2月19日  | 千田信介                       | 麻薬取締法違反容疑                                                      |
| 4月16日  | 谷口愛理（元HKT48）            | 大麻取締法違反（所持）容疑（不起訴処分）                                |
| 5月2日   | 漢 a.k.a. GAMI                 | 大麻取締法違反（所持）容疑                                              |
| 5月20日  | 加藤貴大                       | 強制わいせつ致傷容疑                                                    |
| 6月2日   | ペンション佐々木（ニホンジン） | 強制わいせつ致傷容疑（その後住居侵入及び強盗未遂容疑で再逮捕、懲役3年） |
| 6月24日  | 長尾大（元Do As Infinity）     | 覚醒剤取締法違反（所持、使用）容疑（懲役2年、執行猶予4年）              |
| 7月6日   | 漢 a.k.a. GAMI                 | 大麻取締法違反（所持）容疑（不起訴処分）                                |
| 8月末    | REAL-T（金拓也）               | 生命身体加害略取、逮捕監禁、傷害容疑                                    |
| 9月22日  | 山口達也 (元TOKIO)             | 酒気帯び運転容疑（罰金35万円）                                          |
| 9月24日  | 二階堂直樹 (元Hysteric Blue)   | 強制わいせつ致傷容疑（その後強制わいせつ未遂容疑で起訴、懲役1年2か月）  |
| 11月28日 | 小金沢昇司                     | 酒気帯び運転容疑（不起訴処分）                                          |

## 改名・表記変更
- 1月1日 - (［Champagne］→［Alexandros］→)［ALEXANDROS］→［Alexandros］
- 1月1日 - メンバー全員（豆柴の大群）
- 1月13日 - SAME→ステープラー
- 2月7日 - 内田珠鈴→珠 鈴
- 2月21日 - しなまゆ→Oh my!
- 3月15日 - ときめき♡宣伝部→超ときめき♡宣伝部
- 4月3日 - simpatix→simpαtix
- 4月24日 - BOYS AND MENエリア研究生→ボイメンエリア研究生
- 4月29日 - ELEPHANT NOIZ KASHIMASHI→ELEPH/ANT
- 5月1日 - ガールズロックバンド革命→TRiDENT
- 5月20日 - TaeyoungBoy→TAEYO
- 5月22日 - そのうちやる音→NeneNone
- 6月1日 - No title→SWALLOW
- 6月17日 - みやかわくん→宮川大聖
- 7月1日 - 清水天規→TENKI
- 7月5日 - 天晴れ!原宿→Appare!
- 7月8日 - 民謡ガールズ→WAWAWA（わーーー）
- 9月28日 - Charles→YENMA
- 9月30日 - Matt→MattRose
- 10月1日 - BOYS AND MEN研究生→BMK
- 10月14日 - 欅坂46→櫻坂46
- 10月25日 - ダイスケ→daisuke katayama
- 11月25日 - エンレイ→紫レイ
- 12月16日 - パノラマパナマタウン→Panorama Panama Town

## 死去
- 1月1日 - 荒谷俊治
- 1月4日 - 広谷順子
- 1月5日 - マーティン・グリフィン（ホークウインド）
- 1月7日 - ニール・パート（ラッシュ）
- 1月8日 - 中村健
- 1月10日 - ウォルフガング・ダウナー
- 1月14日 - ギー・ドプリュ（フランス語版）
- 1月14日 - チャミン・コレア（スペイン語版）
- 1月14日 - ナジェジダ・クニプロヴァ（チェコ語版）
- 1月14日 - スティーヴ・マーティン・カロ（英語版）（レフト・バンク）
- 1月14日 - 今川勉（ECHOES）
- 1月15日 - ブルーノ・ネトル
- 1月15日 - クリス・ダロウ（英語版）（ニッティー・グリッティー・ダート・バンド）
- 1月16日 - バリー・タックウェル
- 1月19日 - ジミー・ヒース（ヒース・ブラザース）
- 1月19日 - ロバート・パーカー
- 1月21日 - ヘルベルト・バウマン
- 1月24日 - ショーン・レイナート（シニック・デス）
- 1月24日 - ジョー・ペイン（ディヴァイン・ヘレシー）
- 1月28日 - オトマール・マーガ
- 1月29日(遺体発見日） - 梓みちよ
- 2月1日 - アイザック・ヘイズ（ファンカデリック・アイザック・ヘイズバンド）
- 2月1日 - ピーター・ゼルキン
- 2月1日 - アンディ・ギル（ギャング・オブ・フォー）
- 2月2日 - アイヴァン・クラール
- 2月6日 - ネルロ・サンティ
- 2月8日 - ミレッラ・フレーニ
- 2月9日 - セルゲイ・スロニムスキー
- 2月9日 -  吉田一彦（デューク・エイセス）
- 2月10日 - ライル・メイズ
- 2月11日 - ジョセフ・シャバララ（レディスミス・ブラック・マンバーゾ）
- 2月12日 - ポール・イングリッシュ（ウィリー・ネルソンバンド）
- 2月12日 - ヘイミッシュ・ミルン
- 2月17日 - アンドリュー・ウェザオール
- 2月25日 - デヴィッド・ロバック（マジー・スター）
- 2月26日 - セルゲイ・ドレンスキー
- 3月3日 - 克里木
- 3月4日 - バーバラ・マーティン（スプリームス）
- 3月4日 - 中川嘉朗（CLUB SANDINISTA!）
- 3月6日 - マッコイ・タイナー
- 3月9日 - アントン・コッポラ
- 3月9日 - 眞帆志ぶき
- 3月11日 - チャールズ・ウォリネン
- 3月12日 - ダニー・レイ・トンプソン（サン・ラ・アーケストラ）
- 3月13日 - 行方均
- 3月14日 - ドーリオー・アンソニー・ドワイヤー
- 3月14日 - ジェネシス・P・オリッジ
- 3月16日 - ジェイソン・レイニー（セイクレッド・ライク）
- 3月20日 - ケニー・ロジャース
- 3月21日 - 宮城まり子
- 3月22日 - ガビ・デルガド＝ロペス（DAF）
- 3月22日 - マイク・ロンゴ
- 3月24日 - エドワード・ター
- 3月24日 - ビル・リーフリン（キング・クリムゾン）
- 3月24日 - ヴォルフガング・マルシュナー
- 3月26日 - 宗像直美
- 3月27日 - ボブ・アンディ
- 3月28日 - L・A・クヴァリス（ライオット）
- 3月28日 - ヘルタ・テッパー
- 3月29日 - クシシュトフ・ペンデレツキ
- 3月29日 - 志村けん（ザ・ドリフターズ）
- 3月29日 - アラン・メリル
- 3月30日 - 加門亮
- 3月30日 - ビル・ウィザース
- 3月31日 - ゾルターン・ペシュコー
- 3月31日 - 柴田浩一
- 3月31日 - クリスティーナ
- 3月31日 - ウォレス・ルーニー
- 4月1日 - アダム・シュレシンジャー（ファウンテインズ・オブ・ウェイン/アイヴィー）
- 4月3日 - 志賀勝
- 4月6日 - 鈴木寛一
- 4月6日 - ハル・ウィルナー
- 4月9日 - ディミトリー・スミルノフ
- 4月13日 - 川崎燎
- 4月13日 - 相原誠（ダウン・タウン・ブギウギ・バンド/キャロル）
- 4月16日 - ケネス・ギルバート
- 4月17日 - 前田俊明
- 4月17日 - マシュー・セリグマン（ソフト・ボーイズ/トンプソン・ツインズ）
- 4月19日 - 皆川達夫
- 4月19日 - アレクサンドル・ヴスティン
- 4月20日（遺体発見日） - ジャッキー吉川（ブルー・コメッツ）
- 4月21日 - デレク・ジョーンズ（フォーリング・イン・リヴァース）
- 4月21日 - フローリアン・シュナイダー（クラフトワーク）
- 4月23日 - フレッド・ザ・ゴッドソン
- 4月24日 - キダーオペット・ヌーフン
- 4月26日 - 那倉悦生（ENDON）
- 4月27日 - 菊谷英二（平田隆夫とセルスターズ）
- 4月27日 - リン・ハレル
- 4月28日 - 三木黄太（PASCALS）[170]
- 4月30日 - トニー・アレン
- 5月3日 - ロザリンド・エリアス
- 5月3日 - デイブ・グリーンフィールド（ストラングラーズ）
- 5月5日 - スウィートピー・アトキンソン（ウォズ (ノット・ウォズ)）
- 5月5日 - 野沢一馬[171]
- 5月6日 - ブライアン・ハウ（バッド・カンパニー）
- 5月9日 - リトル・リチャード
- 5月10日 - ベティ・ライト
- 5月12日 - 浅野孝已（ゴダイゴ）
- 5月14日 - アンジェロ・ロ・フォレーゼ
- 5月14日 - ホルヘ・サンタナ（サンタナ）
- 5月20日 - 木村綾子 (ピアニスト)
- 5月22日 - スティーヴ・ハンフォード（ポイズン・アイディア）
- 5月23日 - ウィリー・スパークス（グラハム・セントラル・ステーション）
- 5月24日 - 有賀和子
- 5月24日 - アル・レックス（ビル・ヘイリー&ヒズ・コメッツ）
- 5月24日 - ジミー・コブ
- 5月28日 - ボブ・キューリック
- 5月28日 - レニー・ニーハウス
- 5月30日 - マディ・メスプレ
- 5月30日 - 蒲池愛
- 5月31日 - 大蔵博（ミディ社長）
- 6月1日 - ジョーイ・イメージ（ミスフィッツ）
- 6月3日 - 丸山雅仁
- 6月4日 - スティーヴ・プリースト（スウィート）
- 6月4日 - ルパート・ハイン
- 6月6日 - 荒憲一
- 6月8日 - ボニー・ポインター（ポインター・シスターズ）
- 6月9日 - ポール・チャップマンポール・チャップマン（UFO）
- 6月11日 - 服部克久
- 6月12日 - 松下雅人
- 6月14日 - キース・ティペット
- 6月16日 - 足立祐二（DEAD END）
- 6月17日 - ヴィクター・フェルドブリル
- 6月18日 - ジョルジュ・オクトール
- 6月18日 - ヴェラ・リン
- 6月23日 - パウル・マイゼン
- 6月27日 - トム・フィン（レフト・バンク）
- 6月28日 - ウイリー沖山
- 6月29日 - ジョニー・マンデル
- 7月2日 - ニコライ・カプースチン
- 7月6日 - エンニオ・モリコーネ
- 7月6日 - チャーリー・ダニエルズ
- 7月6日 - 安田裕美（六文銭、フライング・キティ・バンド）
- 7月6日 - 鈴木常之（セメントミキサーズ）
- 7月8日 - 永田峰雄
- 7月8日 - ナヤ・リヴェラ
- 7月10日 - 鷹野日南（KissBee）
- 7月11日 - ガブリエラ・トゥッチ
- 7月12日 - ジュディ・ダイブル（フェアポート・コンヴェンション）
- 7月18日 - 三浦春馬
- 7月18日 - リリアン
- 7月21日 - 弘田三枝子
- 7月25日 - ピーター・グリーン（フリートウッド・マック）
- 7月25日 - チョ・ヒョンゴン（015B）
- 7月27日 - デニス・ジョンソン（プライマル・スクリーム）
- 7月27日 - カミル・マリネスク
- 7月29日 - マリク・B（ザ・ルーツ）
- 7月29日 - 豆田将（衣笠道雄）
- 8月2日 - レオン・フライシャー
- 8月4日 - トニー・コスタンザ（マシーン・ヘッド）
- 8月5日 - アガソナス・ヤコヴィディス
- 8月8日 - エリック・グリューエンバーグ
- 8月9日 - マーティン・バーチ
- 8月9日 - ヴァルデマール・バストス
- 8月10日 - 渡哲也
- 8月11日 - トリニ・ロペス
- 8月12日 - ヨゼフ・ブルヴァ
- 8月13日 - スティーヴ・グロスマン
- 8月14日 - ジュリアン・ブリーム
- 8月14日 - ピート・ウェイ（UFO）
- 8月16日 - 姜碩煕
- 8月16日 - 二代目コロムビア・ローズ[172]
- 8月20日 - フランキー・バネリ（クワイエット・ライオット）
- 8月22日 - ウォルター・ルー（ジョニー・サンダース&ザ・ハートブレイカーズ）
- 8月22日 - 楢崎洋子
- 8月23日 - ピーター・キング
- 8月24日 - 曽根川昭雄（Only Love Hurts【旧名：面影ラッキーホール】）
- 8月25日 - 沖至
- 8月25日 - きんた・ミーノ（おかげ様ブラザーズ）
- 8月26日 - ユーリ・アルペルテン
- 8月28日 - 岸部四郎（ザ・タイガース）
- 9月1日 - マモル・マヌー（ザ・ゴールデン・カップス）
- 9月1日 - イアン・ミッチェル（ベイ・シティ・ローラーズ）
- 9月2日 - クーペ
- 9月2日 - 古谷充
- 9月4日 - ゲイリー・ピーコック
- 9月6日 - ブルース・ウィリアムソン（テンプテーションズ）
- 9月8日 - シミオン・コックス（シルヴァー・アップルズ）
- 9月9日 - ロナルド・ベル（クール&ザ・ギャング）
- 9月9日 - パトリック・ダヴァン
- 9月11日 - ダニー・ウェブスター（スレイブ）
- 9月15日 - ヤン・クレンツ
- 9月16日 - ロイ・C
- 9月18日 - パメラ・ハッチンソン（エモーションズ）
- 9月19日 - 守屋浩
- 9月19日 - リー・カースレイク（ユーライア・ヒープ/ゴッズ）
- 9月20日 - 藤木孝（藤木敬士）
- 9月21日 - トミー・デヴィート（フォー・シーズンズ）
- 9月23日 - W・S・ホランド
- 9月23日 - ジュリエット・グレコ
- 9月24日 - 藤田敏雄
- 9月25日 - S・P・バーラスブラマニアム
- 9月26日 - ジミー・ウィンストン（スモール・フェイセス）
- 9月26日 - ルイズルイス加部（加部正義）（ザ・ゴールデン・カップス/ピンククラウド）
- 9月29日 - ヘレン・レディ
- 9月29日 - フランシス・ロッコ・プレスティア（タワー・オブ・パワー）
- 10月4日 - 小林信吾[173]
- 10月6日 - バニー・リー
- 10月6日 - エドワード・ヴァン・ヘイレン（ヴァン・ヘイレン）
- 10月7日 - 筒美京平[174]
- 10月8日 - ブライアン・ロッキング（シャドウズ）
- 10月12日 - ジョン・ギブソン
- 10月13日 - セイント・ドッグ（コットンマウス・キングス）
- 10月15日 - デイヴ・マンデン（ザ・トレメローズ）
- 10月16日 - ゴードン・ハスケル（キング・クリムゾン）
- 10月17日 - 近藤等則[175]
- 10月17日 - 七瀬雪乃（てぃんく♪）[176]
- 10月18日 - 津野米咲（赤い公園）[177]
- 10月19日 - スペンサー・デイヴィス（スペンサー・デイヴィス・グループ）
- 10月20日 - 片岡知子（instant cytron）[178]
- 10月23日 - ジェリー・ジェフ・ウォーカー
- 10月27日 - 手塚幸紀
- 10月29日 - アレクサンドル・ヴェデルニコフ
- 11月4日 - ケン・ヘンズレー（ユーライア・ヒープ）
- 11月6日 - ステファノ・ドラツィオ（イ・プー）
- 11月7日 - ボーンズ・ヒルマン（ミッドナイト・オイル）
- 11月17日 - ガブリエル・フムラ
- 11月18日 - トニー・フーパー（ストローブス）
- 11月25日 - カミラ・ウィックス
- 12月3日 - アンドレ・ギャニオン
- 12月7日 - 小松政夫
- 12月8日 - ハロルド・バッド
- 12月9日 - 横山アキラ（横山ホットブラザーズ）
- 12月9日 - ショーン・マローン（シニック）
- 12月9日 - ジェイソン・スレーター（サード・アイ・ブラインド）
- 12月16日 - アルバート・グリフィス（グラディエイターズ）
- 12月19日 - 青木裕史
- 12月20日 - ファニー・ウォーターマン
- 12月20日 - 中村泰士
- 12月21日 - 今井ゆうぞう
- 12月23日 - なかにし礼
- 12月23日 - レスリー・ウェスト
- 12月24日 - イヴリー・ギトリス
- 12月25日 - トニー・ライス
- 12月28日 - パウル＝ハインツ・ディートリヒ
- 12月28日 - フー・ツォン
- 12月28日 - 森川倶志
- 12月28日 - アルマンド・マンサネーロ
- 12月29日 - クロード・ボリング
- 12月30日 - アレキシ・ライホ（チルドレン・オブ・ボドム/ボドム・アフター・ミッドナイト）
- 12月30日 - ユージーン・ライト（デイヴ・ブルーベックカルテット）